# JR西日本285系電車
285系電車（285けいでんしゃ）は、西日本旅客鉄道（JR西日本）および東海旅客鉄道（JR東海）の特急形直流寝台電車。

## 概要
寝台列車の「瀬戸」「出雲」の車両置き換えおよびスピードアップによる競争力確保を目的として設計・開発され、1998年（平成10年）7月10日より東京駅 - 高松駅間を結ぶ「サンライズ瀬戸」および東京駅 - 出雲市駅間を結ぶ「サンライズ出雲」として営業運転を開始した。運転開始前には品川駅・大阪駅などで車両展示が行われた。
愛称は「サンライズエクスプレス」で「さわやかな朝、新しい一日のはじまり」というイメージで命名され、夜をイメージした従前のブルートレインとは一線を画する明るいデザインとなった。
開発に際しては「瀬戸」「出雲」の客車を保有するJR西日本の主導で行われたが、JR東海についても自社線内を通過する高単価客増加による収益増が期待できること、電車化に伴い自社管内で運行する客車列車を減らせることなどのメリットがあることから、両社による共同開発・共同保有の体制が取られた。製造は近畿車輛（I1・I2・I4編成）・川崎重工業（I3編成）・日本車輌製造（I5編成）が受注。基本設計は剣持勇デザイン研究所、内装設計はミサワホームが参画した。
1998年（平成10年）にグッドデザイン金賞、ブルネル奨励賞を受賞、1999年（平成11年）に第42回鉄道友の会ブルーリボン賞をそれぞれ受賞している。
営業最高速度は130 km/hで、寝台列車としては導入時より狭軌鉄道最速であった。なお、速度種別はA5（10パーミル均衡速度105 km/h）。

### 導入の経緯
旧来から、寝台列車に使用される車両は機関車が牽引する客車タイプ（いわゆる「ブルートレイン」）が主流で、それまで電車タイプの車両としては日本国有鉄道（国鉄）が1967年（昭和42年）から1972年（昭和47年）にかけて製造した581・583系が唯一であった。この車両は高度経済成長に伴う輸送需要増加に合理的に対応する観点から、夜間は寝台車、昼間は座席車として昼夜を問わず運用できる車両として開発・導入されたが、寝台・座席の転換作業の煩雑さや、座席車としての居住性の低さ、電車のため非電化区間へは入線できないことなどのデメリットも多く、スタンダードとはならなかった。
その後も寝台列車の車両は客車が主流となっていたが、日本の線形では運転性能が電車や気動車に劣るため所要時間の短縮が困難なほか、1970年代以降は長距離利用客の多くが新幹線や航空機へ移行したため、観光客需要へ特化し個室寝台や食堂車などの付加価値を高めた「北斗星」「トワイライトエクスプレス」といった一部の列車以外は、当形式の構想当時となる1990年代における利用は衰退の一途を辿っていた。
しかし、本来寝台列車は高い客単価が望める商品で、現代のニーズに合ったサービスを提供することで、ビジネス客も含めた需要の取り込みが可能と考えられる列車については、個室寝台主体の新型車両を投入し、強化していく方向性が見いだされた。
具体的な列車として、平均乗車率が比較的高く、走行距離・所要時間などの観点からも航空機等の競合交通機関に対抗可能と見込まれた「瀬戸」（東京駅 - 高松駅）と「出雲2・3号」（東京駅 - 出雲市駅）の2列車が対象として選ばれ、1996年（平成8年）末に本形式の開発が決定され、1997年（平成9年）6月20日にJR西日本・JR東海両社から共同プレスリリースが出された。

## 構造

### 車体
車体長は21,240 / 20,800 mm（先頭車 / 中間車）、全長は21,670 / 21,300 mm（先頭車 / 中間車）、車体幅は2,935 mm、21 m級車体の鋼製。一般的に、鉄道車両の製造は車体→艤装の順序で行われるが、個室寝台主体の本系列では仕切り壁が多く一般的な順序を採用した場合は工期および製造コストの増大が予想されたため、機器や配線などを予め車外でモジュール化しておき、個室を組み上げるパネル工法が採用された。この工法では、高精度のパネルを効率的に生産して供給できることと、従来の鉄道車両には無かった温もりのある空間デザインを演出する高品質な素材を求めた結果、ミサワホームの内装材「M-Wood（エムウッド）」が多用されている。これは木材と樹脂との複合素材で、優れた加工性・美しい質感・ 耐水耐汚性を備えている。裏側にアルミ板を張り付けることにより、車両の不燃性基準も満たしている。
しかし、鉄道車両の製造では、広範囲で溶接が行われるため寸法に「あそび」が出てくる。ミサワホームが精密にサイズぴったりに製造したモジュール部分をいざ車両に組み付けてみると、微妙な隙間、逆に若干の削り修正の必要な箇所が多発、その修正対応に追われたという。
個室寝台を主体としつつ一定の定員を確保するため2階建構造を基本とするが、3・5・10・12号車は主電動機、車両制御装置などの電装品を床下に搭載する電動車であることから、通常の平屋構造となっている。
行先表示機は字幕式のものが各車両の片側に1か所（1両に左右計2か所）設置されている。警笛はAW-5型空気笛に加え、ミュージックホーンを備えている。JR東海の保有する鉄道車両でミュージックホーン、電気笛を搭載しているのは、JR西日本と同一仕様で製作されたこの285系のみ（自社オリジナル車両はタイフォン・ホイッスルのみ搭載）。
| 色 | 色の名称           | 色の意味                         |
| -- | ------------------ | -------------------------------- |
|    | Morning Glow Red   | 朝焼けの高貴な赤色               |
|    | Morning Mist Beige | 朝靄の印象のベージュ色           |
|    | Sun Rise Gold      | 日の出の地平線をイメージした金色 |

塗装は夜をイメージした従来のブルートレインと異なり、夜明けをイメージしたベージュと赤の塗り分けとなり、両色の境に金線が配されている。また、先頭車の前面と側面に昇る太陽をイメージした「SUNRISE EXPRESS」のロゴマークが表示されている。

### 車内
航空機や高速バスなどの競合交通機関と差別化を図り、魅力ある移動環境を提供するため「快適な乗り心地」と「個室化によるプライバシー」を重視した。本系列はそれを実現するために編成中の多くの車両を2階建車両とすることにより、頭上スペースを十分に確保した個室寝台を中心に構成した。設備を寝台・座席兼用として昼夜兼行の効率的な運用を狙った581系・583系に対し、本系列はあくまで寝台専用の設計であることが最大の特徴。
客室は1 - 2人用の個室寝台を中心とした5タイプに分類され、個室については各扉に設けられた縦2列並びのテンキーにより、乗客自身が指定した暗証番号で施錠することができる。このほか、座席指定券で乗車できる「ノビノビ座席」も用意されている。
各個室共通のサービスとして、以下の設備類が全室に用意されている。
- 個別空調・照明スイッチ・時計（アラーム機能付）・コンセント[注 5]・BGM放送装置[注 6]・非常通報ボタン
- コップ・ハンガー・スリッパ（ソロを除く）
- 枕・シーツ・掛け布団・浴衣

| シングルデラックス | サンライズツイン | シングル  | シングルツイン | ソロ      | ノビノビ座席 |
| ------------------ | ---------------- | --------- | -------------- | --------- | ------------ |
| 850                | 607 - 750        | 600 - 700 | 600 - 700      | 560 - 700 | 820          |

なお、ソロ・ノビノビ座席以外の一部車両は現在も一部個室内で喫煙が可能で、2024年春以降は日本の鉄道車両で唯一喫煙ができる。

#### シングルデラックス
4・11号車の2階部分にそれぞれ6室（うち禁煙室3室）ある1名用A寝台個室。
2階建でかつ通路を除く車体幅全てを使用するという空間的余裕を生かし、大型デスクや洗面台を備えており、レール方向に配置されたシングルベッドの幅（850 mm）も最大級。客室内の床面積は「北斗星」などに連結されていたA個室ロイヤルに匹敵するが、ロイヤルに装備されていた個室内トイレ・シャワールームが無いこともあり、シングルデラックスの個室料金設定とされている。運行開始時には小型液晶テレビが設置され、衛星放送（NHK BS1・BS2およびWOWOW）が受信可能であったが、BSデジタル放送への移行を待たず2010年（平成22年）3月をもって撤去され、現存しない。
シャワーは同じ車両内にシングルデラックス利用客専用のシャワールームがあり、無料で使用できる。車内改札の際に車掌から渡されるシャワーカードを挿入して使用する。なお、3・10号車にある全乗客共通のシャワールームも利用可能。また、専用のアメニティグッズも用意されている。
この設備は前身列車の「瀬戸」「出雲」2・3号でも設定されていた。

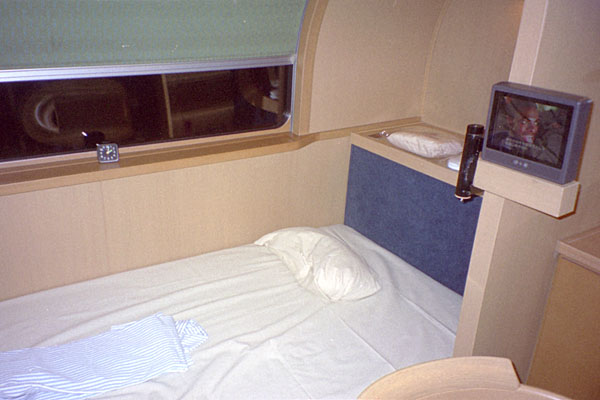
シングルデラックス（液晶テレビ装備時代）
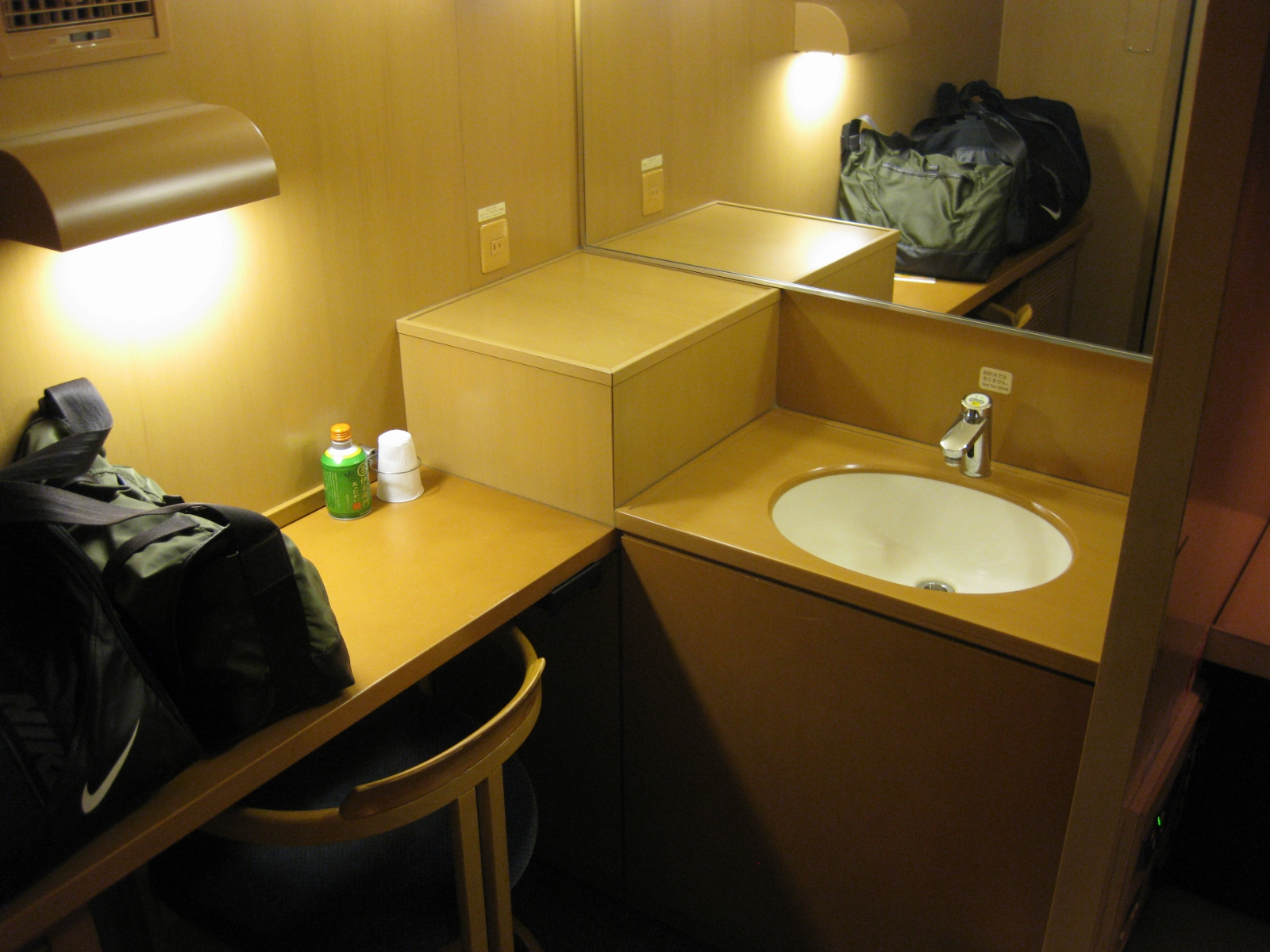
大型デスクと洗面台
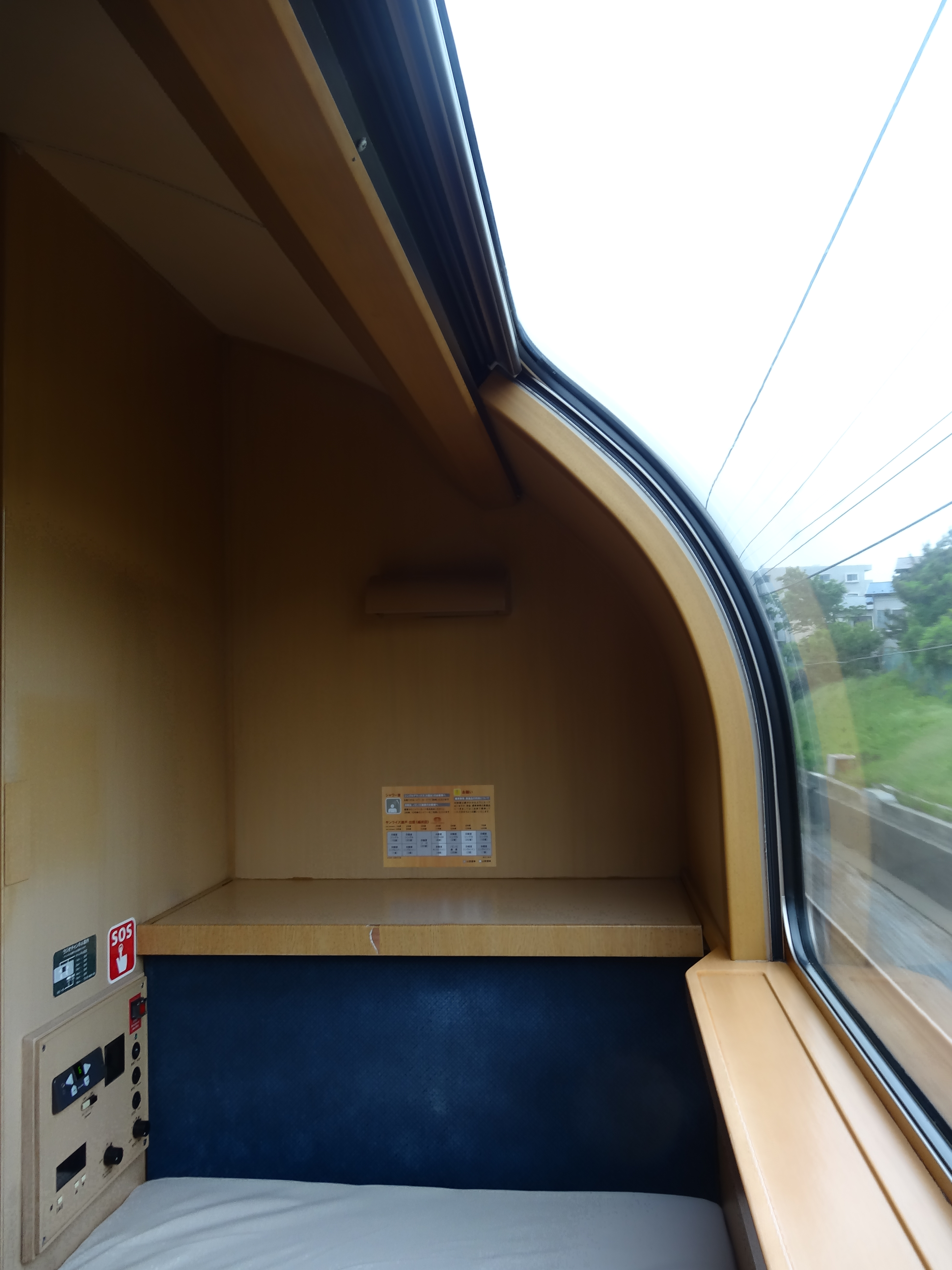
操作パネルと窓

#### サンライズツイン

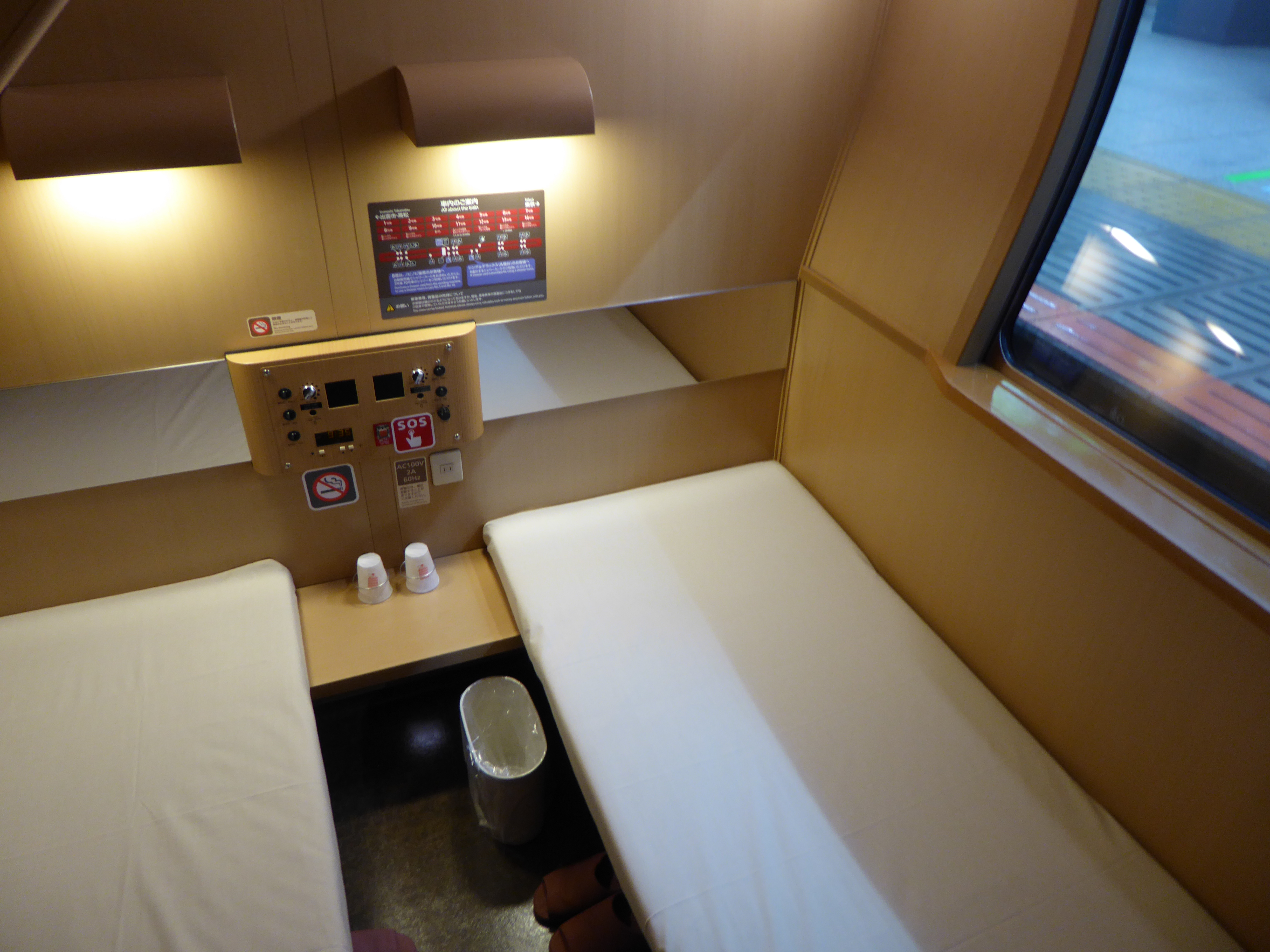
サンライズツイン

4・11号車の1階部分にそれぞれ4室（うち禁煙室2室）ある2名用B寝台個室。
前述のシングルデラックス下段階にほぼ同じ広さの空間にツインベッドを備えている。設備自体は「北斗星」の「デュエット」下段室タイプに類似するが、ベッドがレール方向に設置されている。

#### シングルツイン

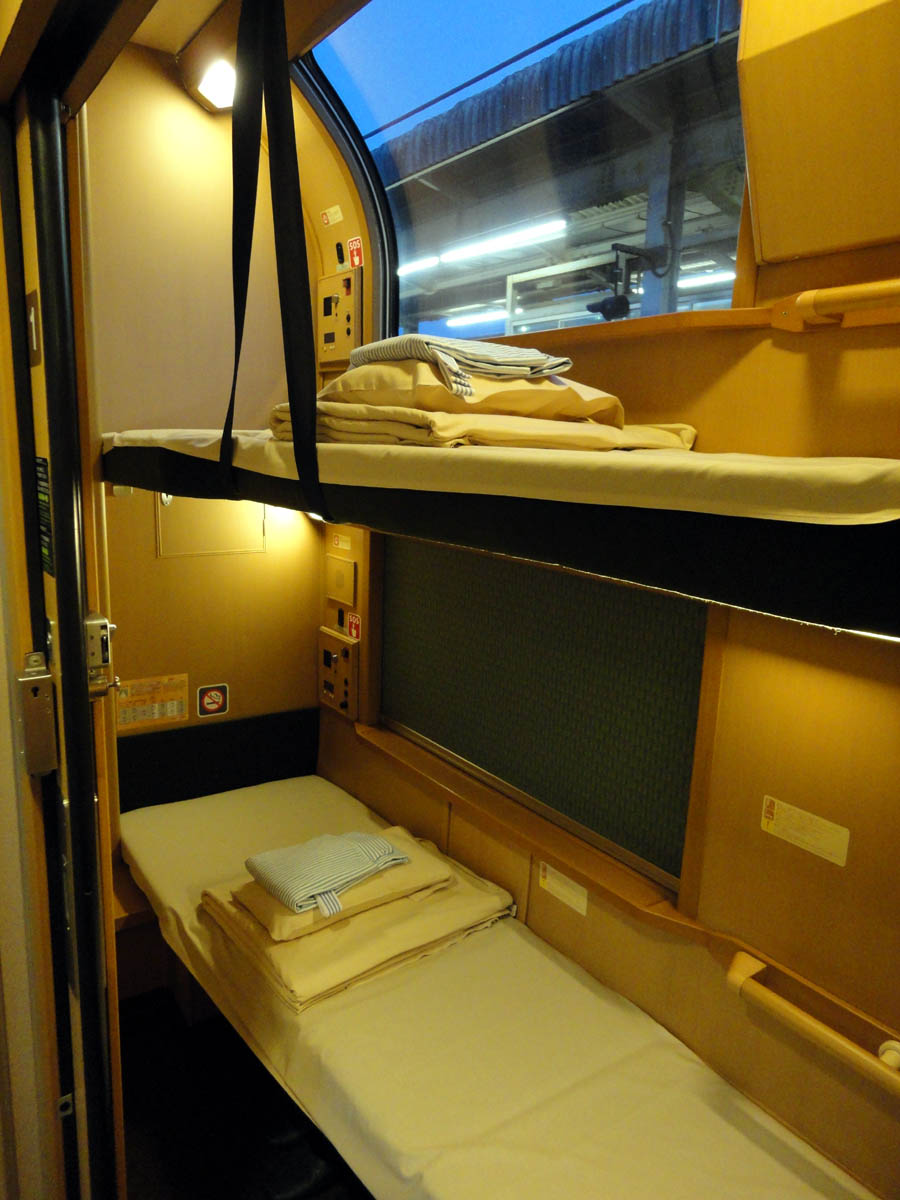
シングルツイン

1・2・6・7号車の車端部に合計8室、8・9・13・14号車の車端部にも同様に合計8室ある1名用B寝台個室。2・9号車の1室は車椅子での利用にも対応した構造となっている。
シングルベッドが上下段に配置された2段ベッド構造となっている。1名用としても2名用としても使用可能なことから「シングルツイン」という名称が付けられている。また、下段ベッドの中央部が外せるようになっており、折り畳み式のテーブルを挟んだ2名分の座席としても使用できる。

#### シングル
1・2・5 - 7号車に合計80室、8・9・12 - 14号車にも同様に合計80室ある1名用B寝台個室で、本列車で最も室数が多い。
従来の開放式A寝台とほぼ同じ占有面積と広い頭上空間を備えた個室であるが、寝台幅自体は従来のB寝台と同じ最大700 mm。
ベッドは窓と平行に設置されており、個室入口側を足元にして寝る。個室入口近くの壁には細長いテーブルがあるほか、縦長の鏡が設置され、姿見として利用できる。
2階建構造のため個室内は完全に直立できるだけの高さがあるが、テーブルの幅は概ね10 cm程度と細く、ほかには寝台横に細幅の台があるのみで荷物棚の類がない。なお、客室は上段・下段・平屋室があり、天井高や寝台横の台などの寸法が若干違っているが、ベッドの大きさは全て同じ。

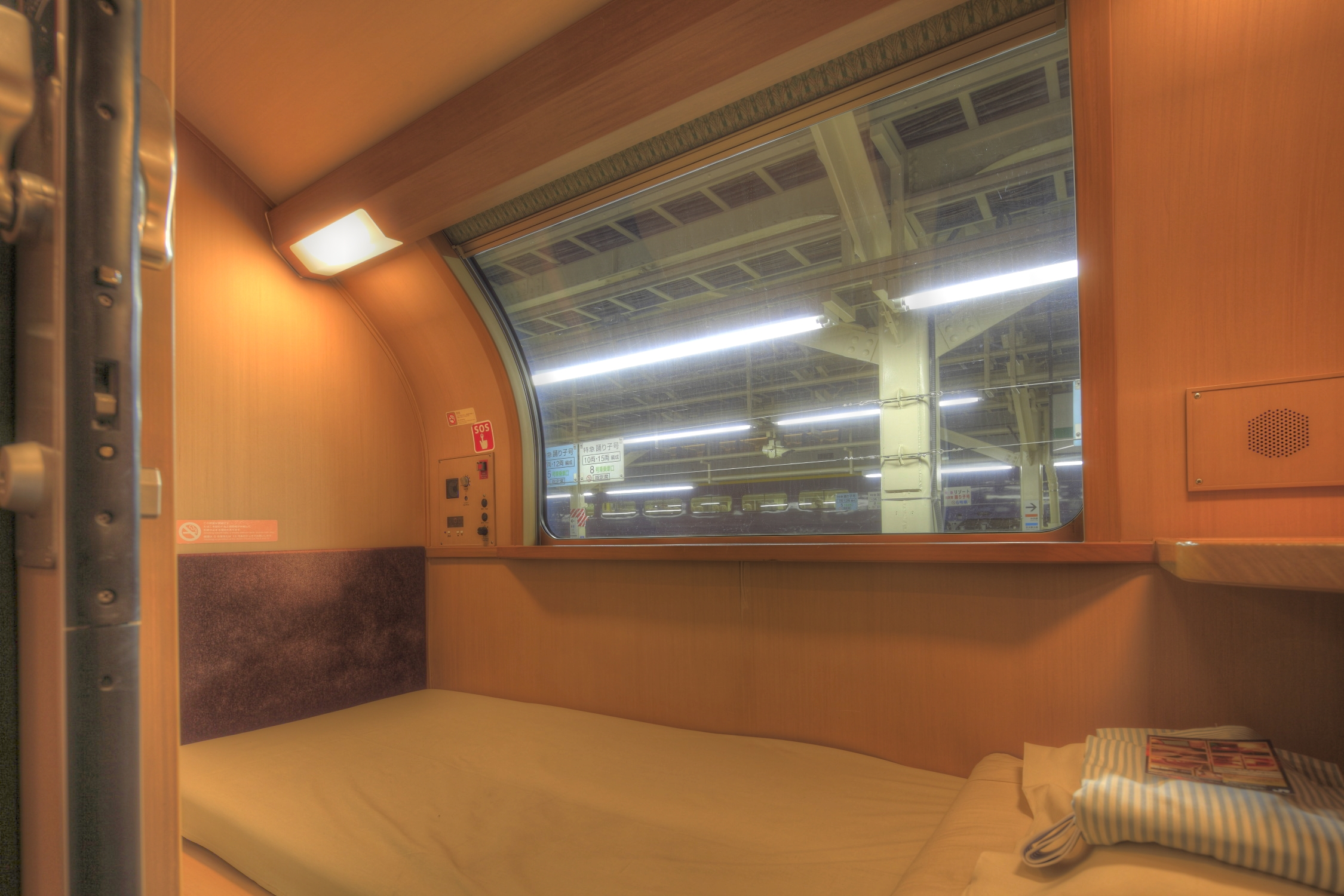
シングル（上段）
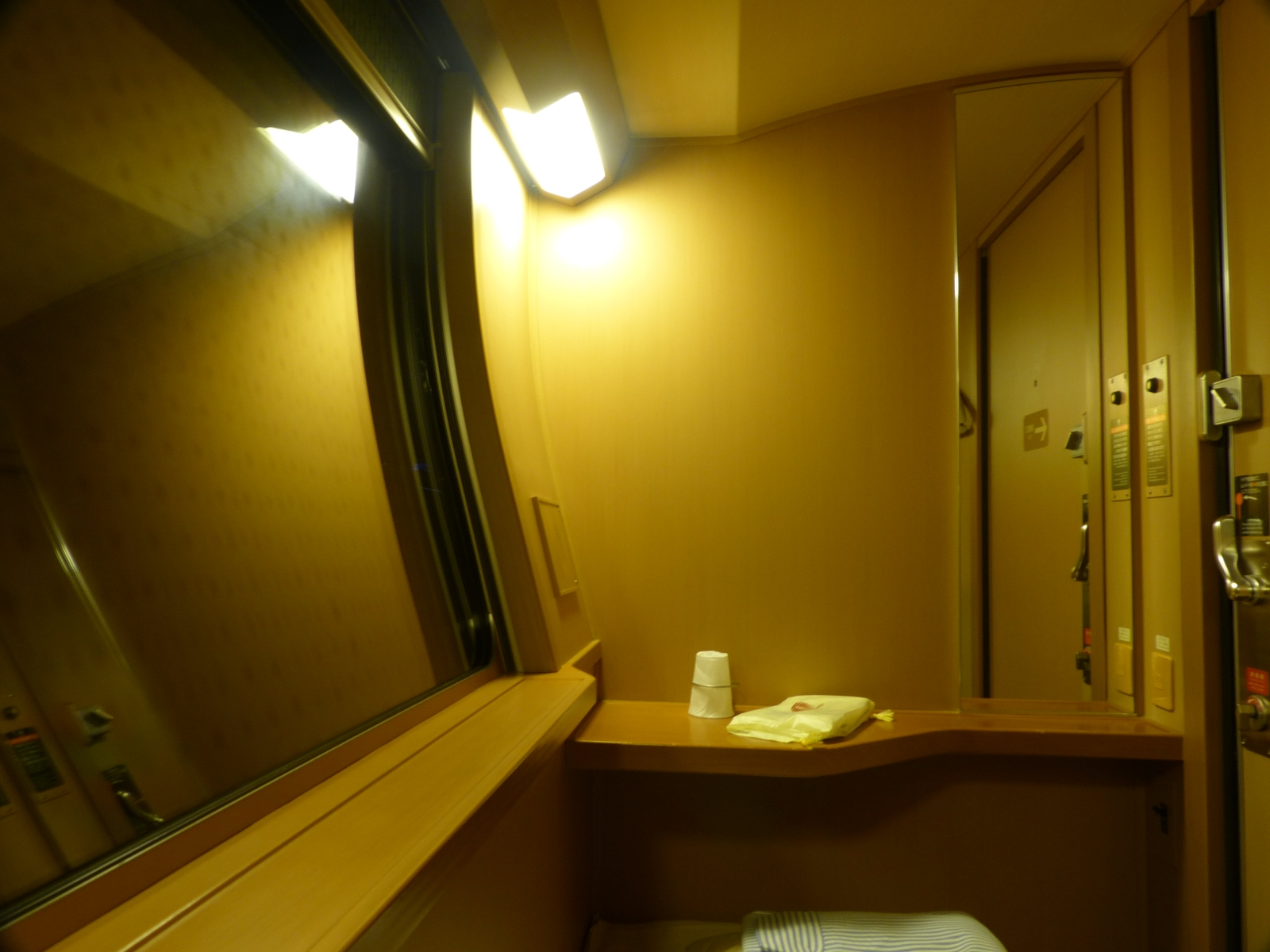
シングル（下段）
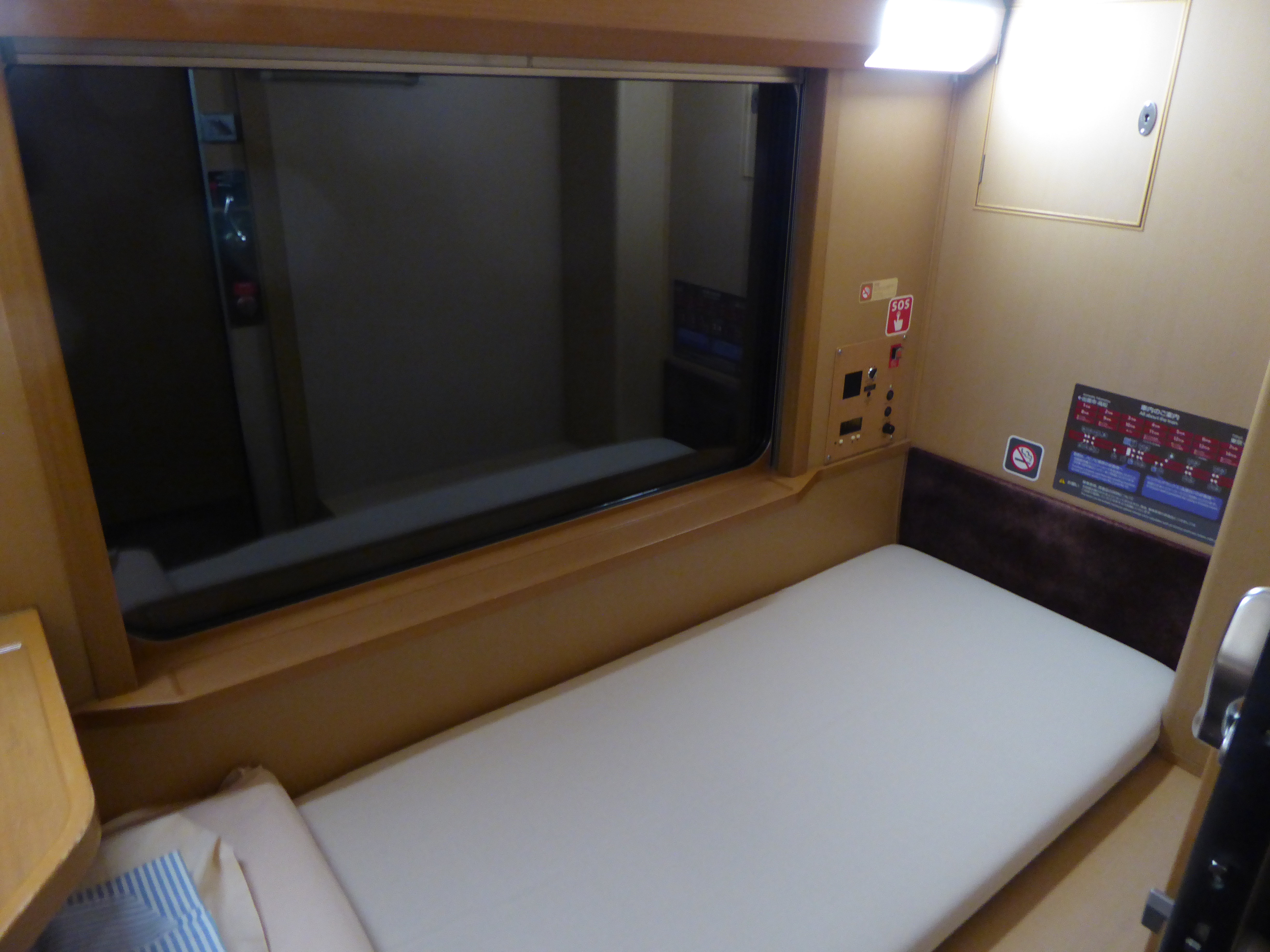
シングル（平屋）

#### ソロ
3・10号車に20部屋ずつあるB寝台一人用個室。
3・10号車は電動車で、モーターなどの電装品を床下に搭載する必要があることから、2階建ではなく通常の平屋構造とされた。このため、平屋に上下段個室が2段に配置されており、通路は上段室・下段室共に同一階の車両中央にある。下段室へは平行移動のみで入れるが、上段室へは個室内に3段の階段がある。個室内で直立できる場所は、上段室では入口の階段部、下段室では同じく入口部分の僅かなスペースのみである。
「あかつき」用のオハネ15形式350番台に類似するが、上段室と下段室を若干ずらして直立スペースや階段スペースを確保していた「あかつき」よりも個室のレール方向の寸法が短くなっているため、個室の奥側が上段室は下段室の直立スペース、下段室は上段室の階段スペースが干渉して狭くなっている。このためシングルと異なり、ベッド幅が広い個室入口側のほうを頭にして寝る。
上段室は下段室の直立スペースの真上に荷物置き場がある。一方、下段室は荷物棚がない。なお、どちらも窓の下に細いテーブル状の台がある。

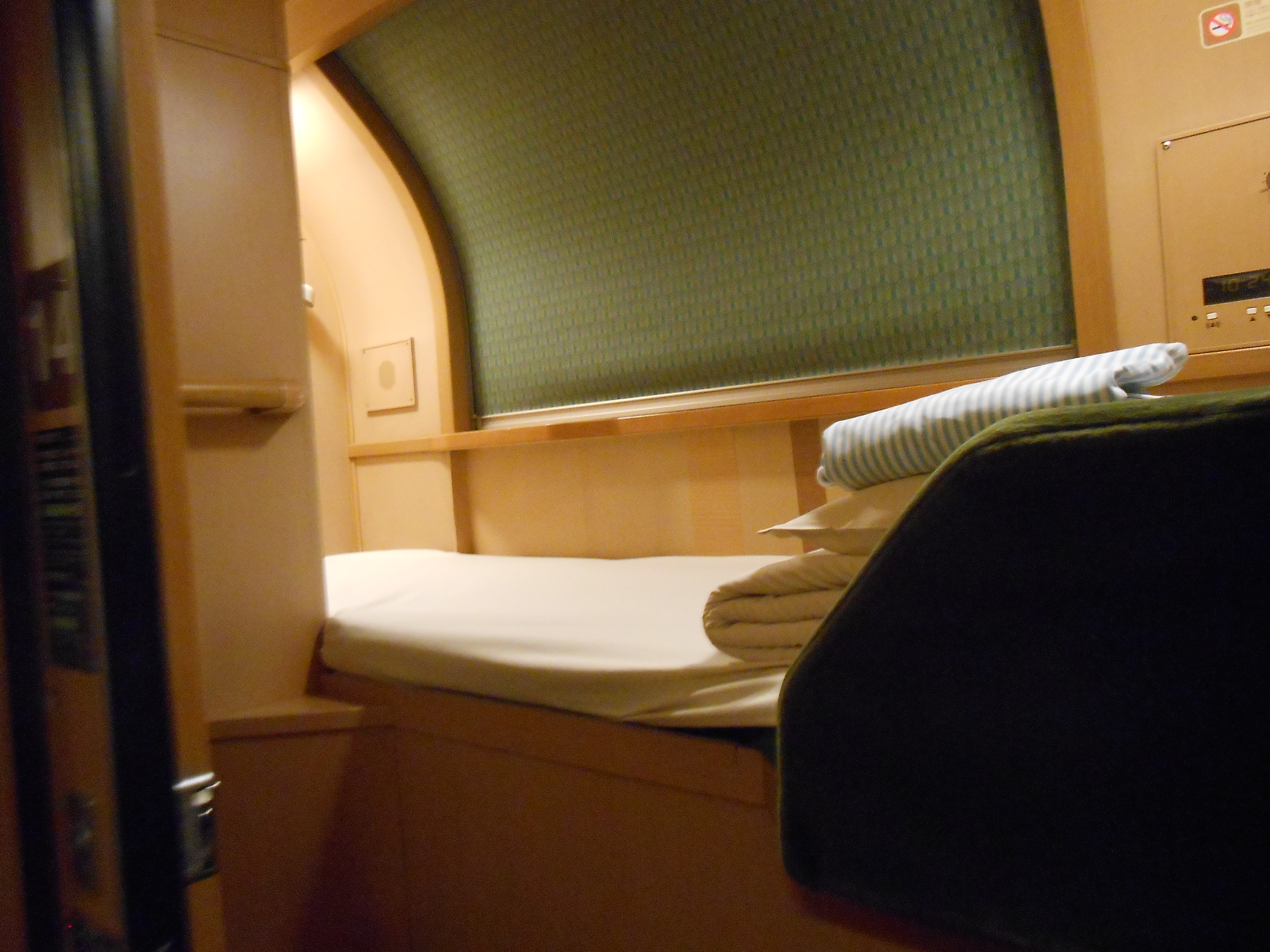
ソロ（上段）
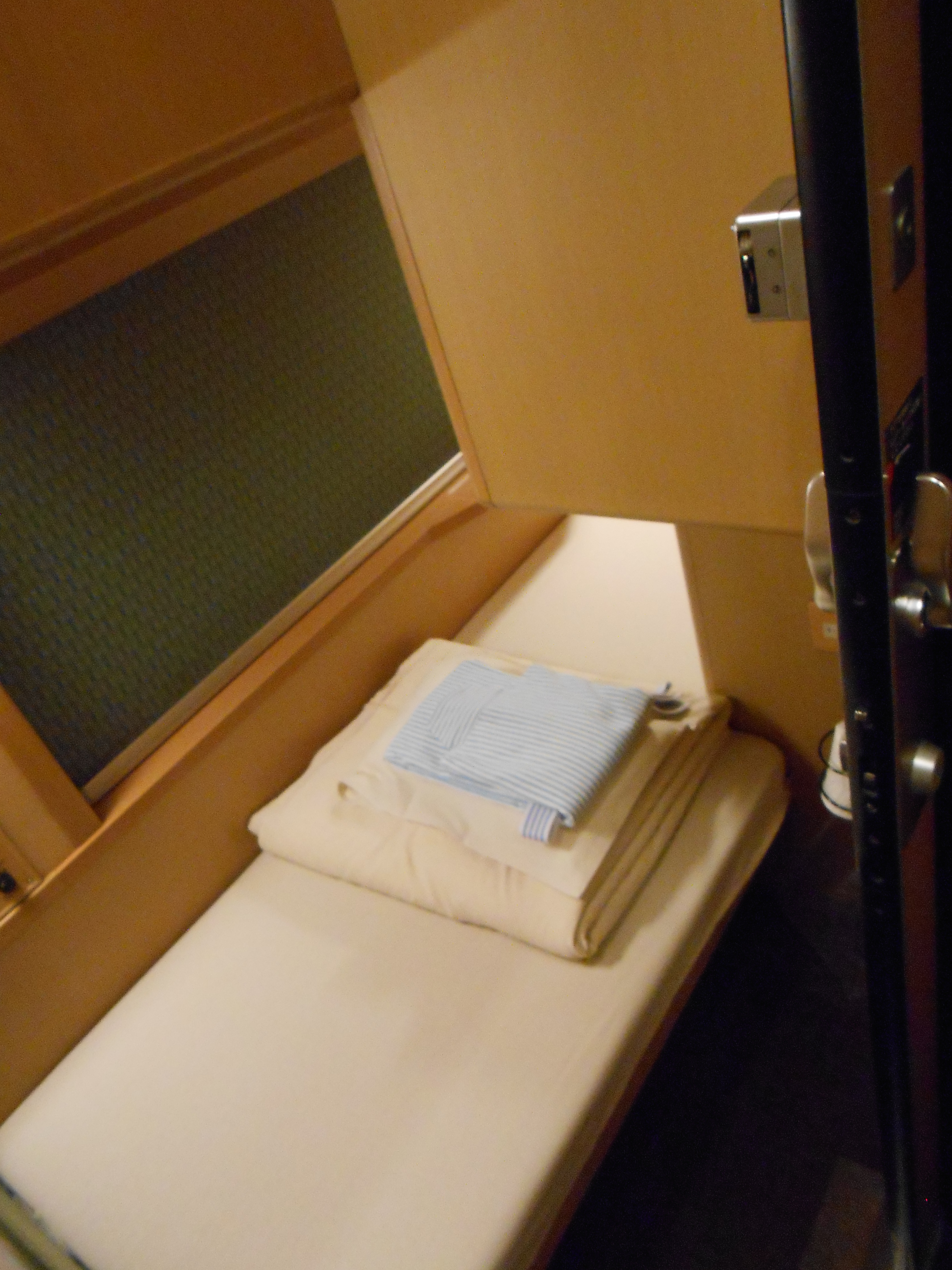
ソロ（下段）

#### ノビノビ座席
5・12号車に28席ずつ存在する、開放型寝台に似た普通車座席指定席。
二段構造のカーペット敷きとなっており、頭が来る部分の左右に隣と仕切る壁に読書灯が設置されており、1名当たり1畳分程度のスペースで区分されている。通路との間にカーテンが設置されているが、隣と仕切るカーテンは設置されていない（カーテンレールのみ設置されている）。横になった際に頭が来る部分の天井に空調の吹出口があり、風量は個別に変更できる。コンセントの設備はないが、毛布と使い捨ての紙コップが備えられている。

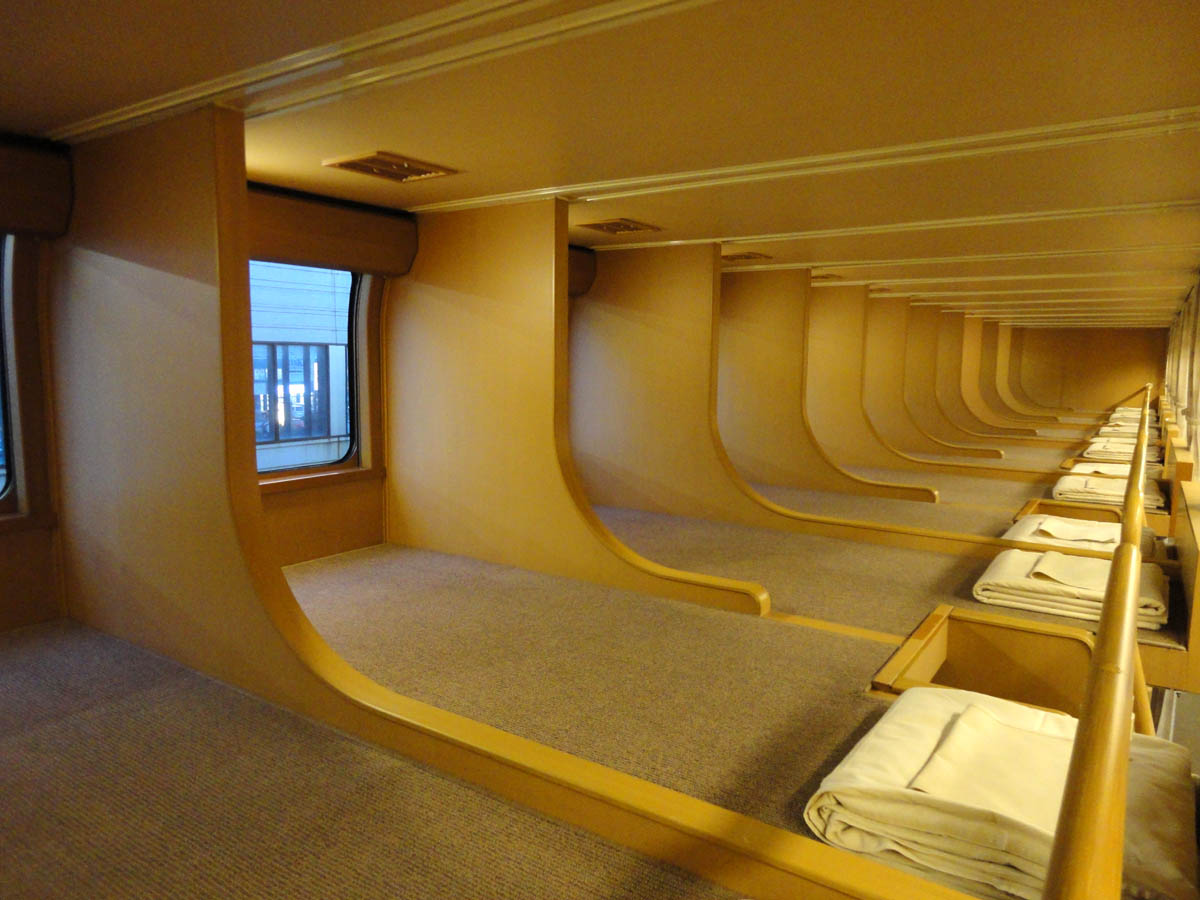
ノビノビ座席（上段）
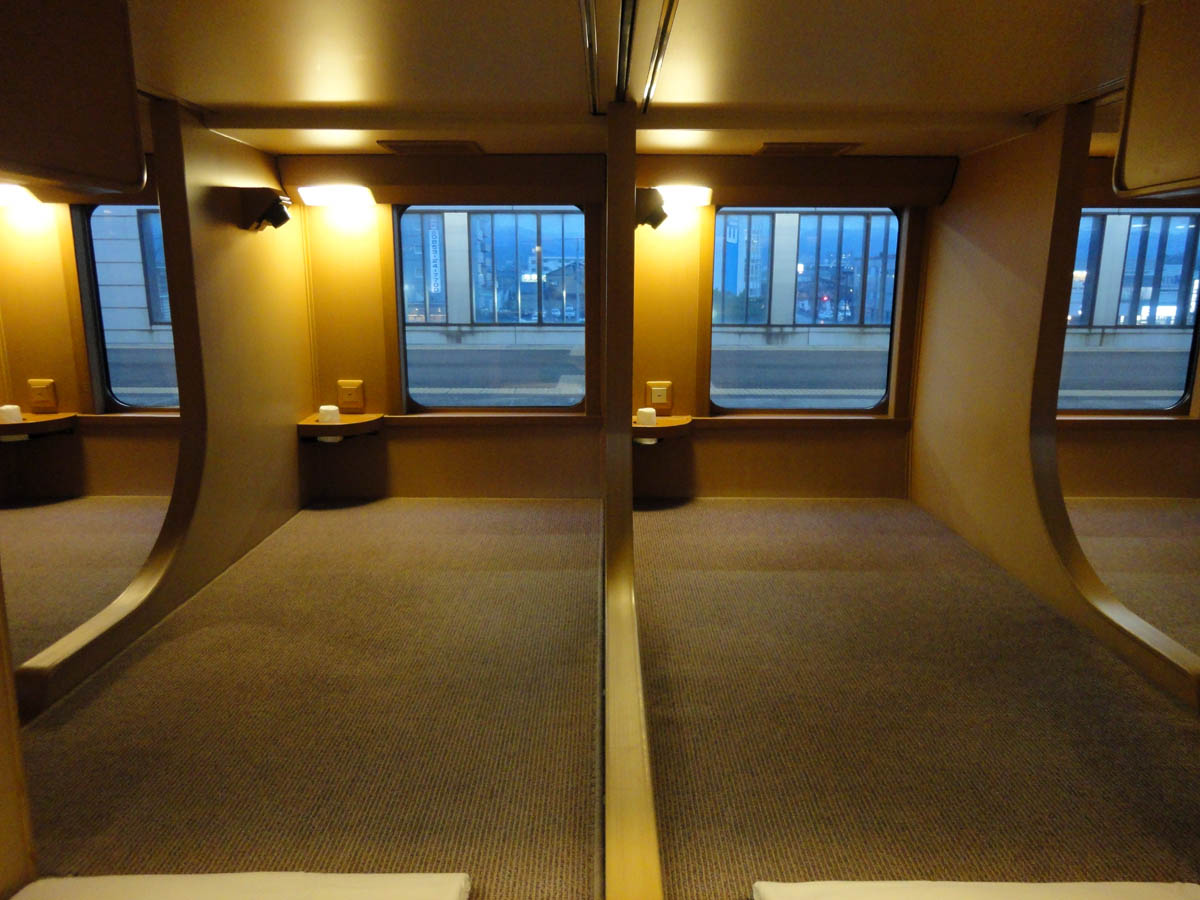
ノビノビ座席（下段）

#### 共用設備・その他設備
シャワー室
3・4・10・11号車に1か所ずつあり、脱衣室とシャワー室・機械室で構成されている。脱衣室内の操作盤に車内で購入したシャワーカードを挿入することで利用できる。
シャワーの設備自体はいずれも共通で、1回の利用で最大6分間（一時停止可能）出湯が可能。脱衣室にはドライヤーが設置されているほか、次の利用客への配慮として利用後に操作盤の「シャワールーム洗浄ボタン」を押すことでシャワー使用後室内に残った水分を高圧空気で除去する装置も設けられている。
洗面所・トイレ
各号車に共用の洗面所とトイレが設置されている。
ミニラウンジ
3・10号車に1か所ずつあり、海側と山側に向いた固定された座席が4つずつ設けられている。
飲料自動販売機
3・5・10・12号車に1台ずつ設置されている。
シャワーカード自動販売機
3・10号車に1台ずつ、テレホンカード専用の公衆電話ブース跡（公衆電話は2010年〈平成22年〉3月をもって撤去）に設置されている。なお、シャワーカードは当初車掌が販売していた。

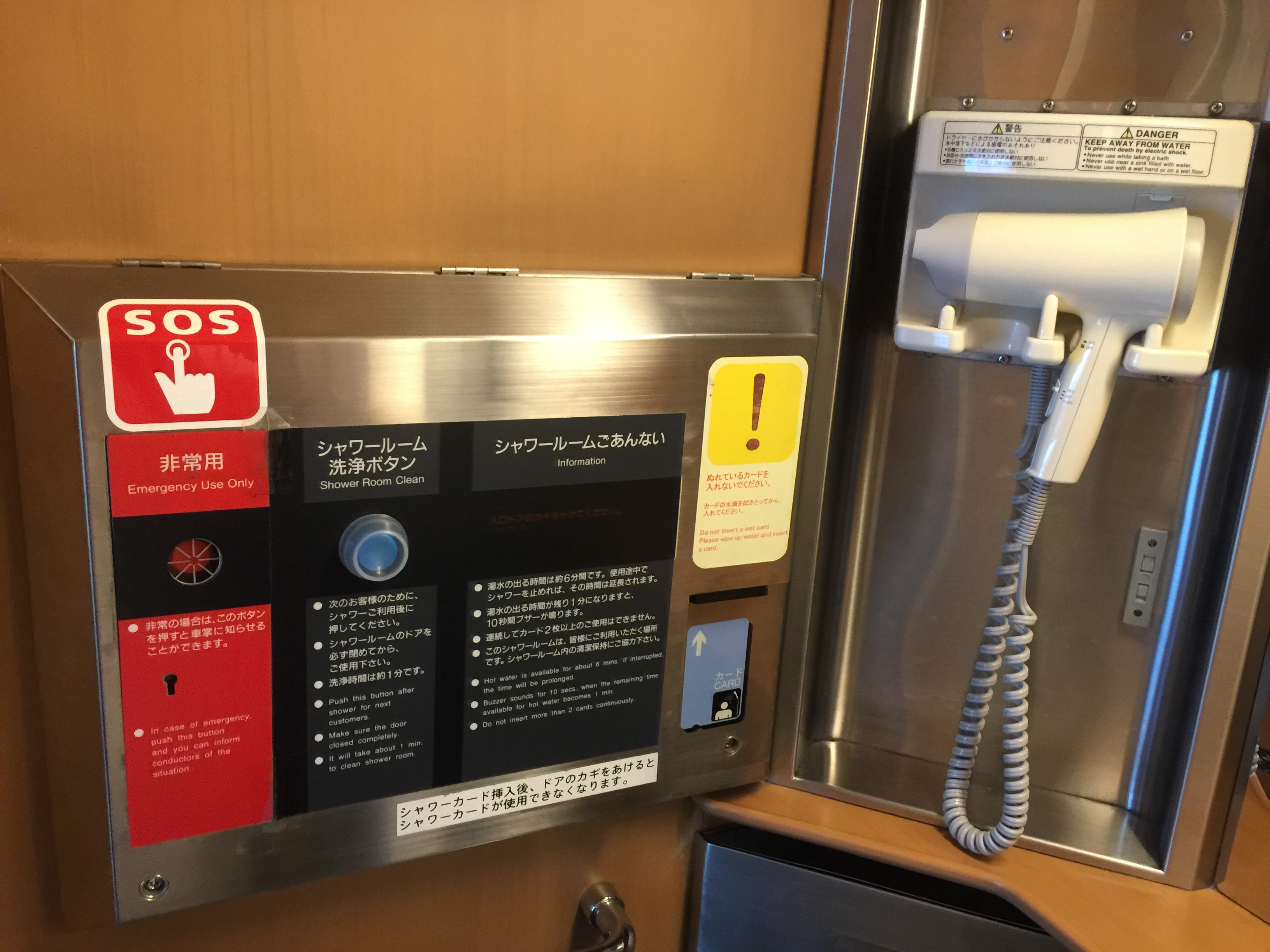
脱衣所内の操作盤とドライヤー
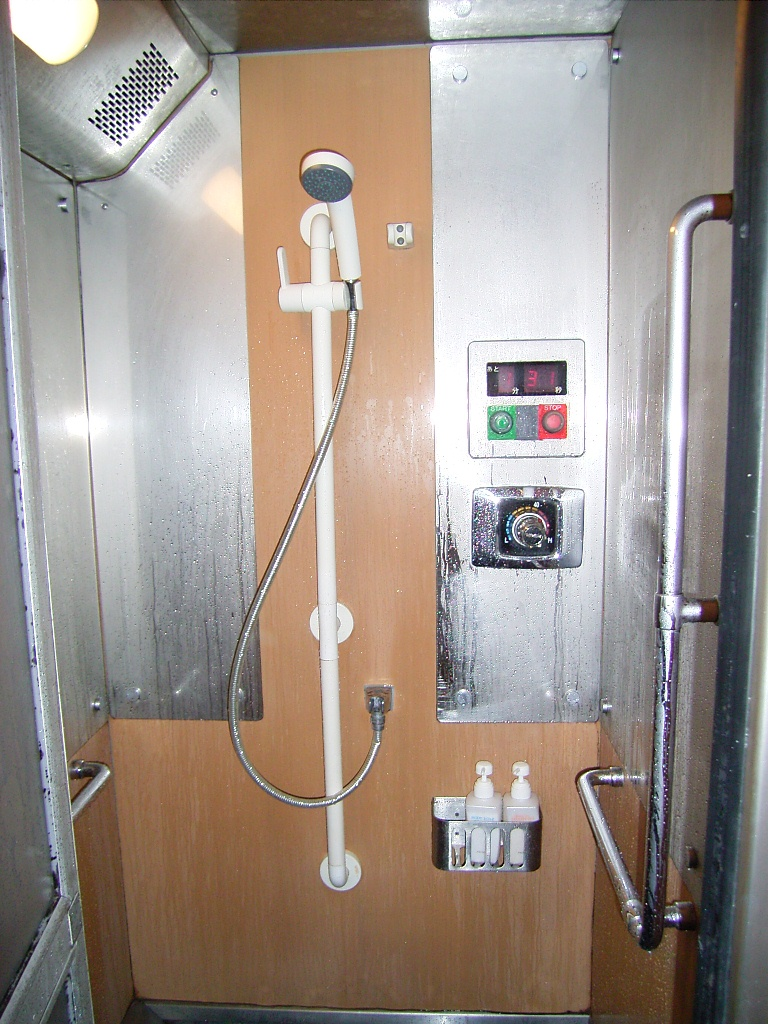
シャワー室内部
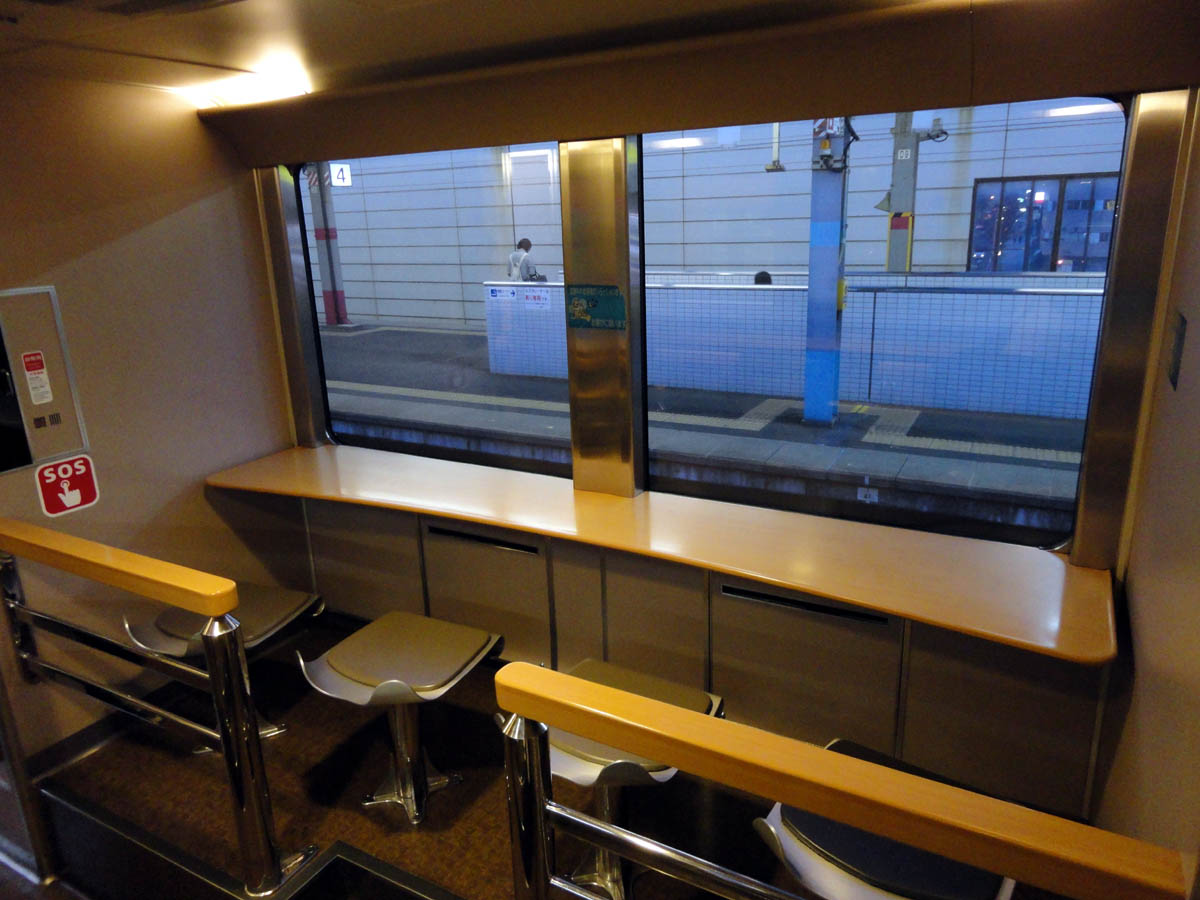
ミニラウンジ
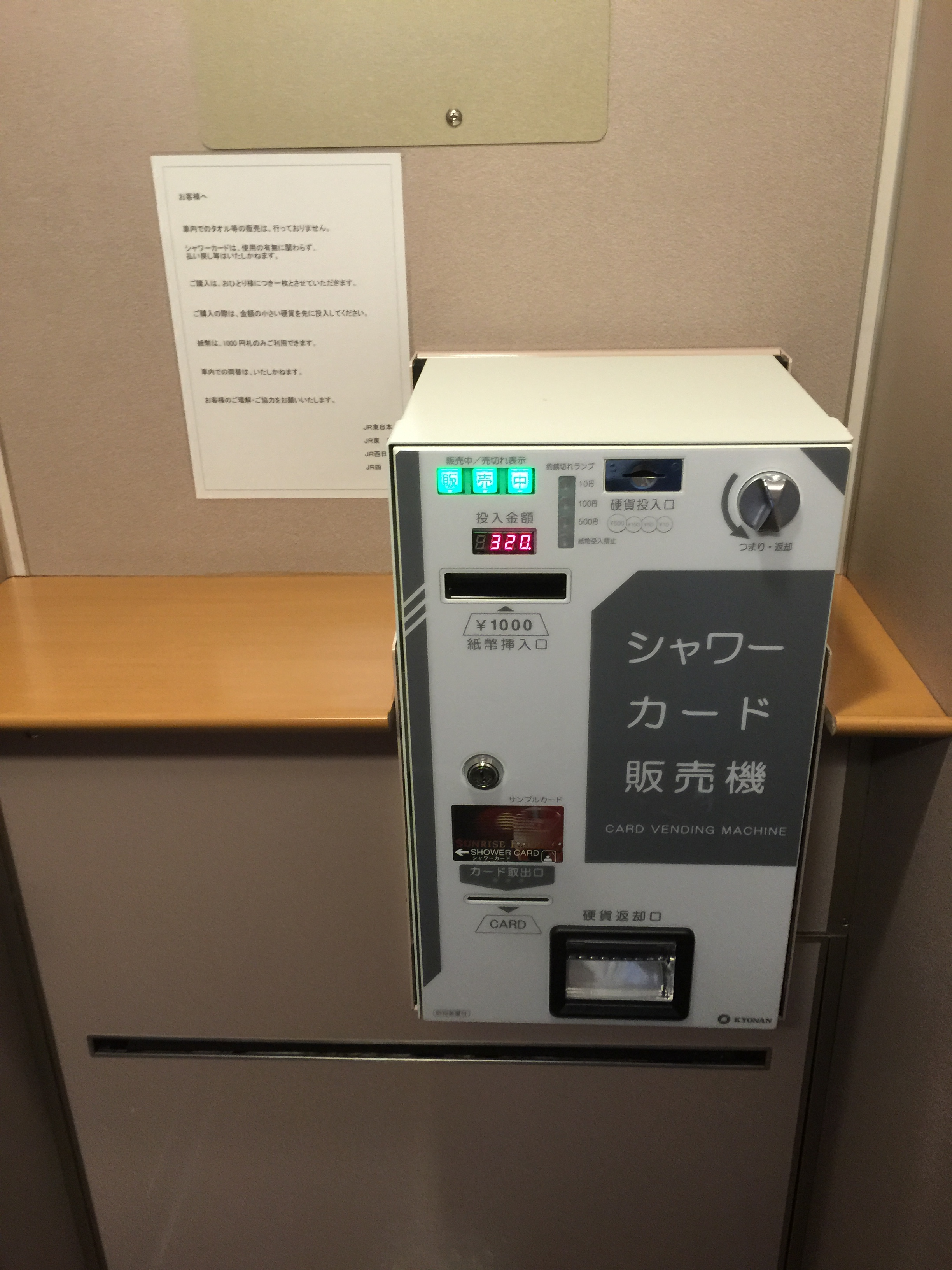
ミニラウンジ横にあるシャワーカードの自動券売機

### 主要機器
スピードアップを図るため、寝台車としては583系以来の電車方式を採用した。MT比は2M5Tの7両編成を組み、電動車である3号・5号車を除く5両が2階建ての付随車（T、Tc）。システムについては、1M2Tを基本単位とする681系以来のJR西日本方式を踏襲しているが、編成全体では付随車が1両増加となっている。これは一般の昼行用旅客車両と異なり定員乗車が原則で、編成単位の定員も158人と少なく、走行性能面で乗客の多寡による荷重変動をほぼ考慮せずに済んだ結果、増結余力が得られたため。このため編成内の電動車比が極めて低い組成でありながら、急勾配路線である伯備線での運用を可能としている。
主電動機は223系1000番台で既に採用されていた、1時間定格出力220 kWのかご形三相誘導電動機WMT102Aが採用されている。電動車両には車両制御装置WPC9を搭載する。主回路部はIGBT素子によるPWMインバータ1基で1基の電動機を制御する、いわゆる1C1M構成のVVVFインバータを搭載する。JR西日本の車両としては初めてベクトル制御を採用し、粘着の向上による力行時の空転・滑走防止を図っている。補助電源部は130 kVAの容量を有しており、主回路部と同じくIGBT素子を用いたPWMインバータをCVCF制御している。なお、サービス用の電源に関しては使用量が多いことから、車両制御装置とは別に定格容量130 kVAの補助電源装置WSC35も編成中に2台搭載している。給電区画は、車両制御装置が1 - 3・5 - 7号車の三相電源、補助電源装置が編成全体の低圧電源と4号車の三相電源となっている。補助電源部の故障に備え、車両制御装置に関しては主回路用インバータをCVCF制御することで対応する。補助電源装置に関しては通常1台のみを使用し、故障が発生した場合にもう一方の系統がバックアップとして機能するようになっている。
電動空気圧縮機は振動・騒音に対する配慮から、JR東海で373系や383系において実績のあるスクロール式WMH3097-WR1500がモハネ285形に1基搭載されている。JR西日本が発注した車両としては初めて採用された。
集電装置は、電磁カギ外し装置を備えたバネ上昇・空気下降式シングルアーム型パンタグラフWPS28Aが採用された。モハネ285形に1基搭載され、予讃線の鳥越トンネル乗り入れ対策および増設の準備工事もされており、後述のリニューアルを施行した編成は増設を完了している。ただし、JR東海の狭小トンネル通過対策車（身延線乗り入れ可能車）に表記されている◆マークはない。また、回生失効時に備えた発電ブレーキ用の抵抗器およびブレーキチョッパ装置も搭載され、架線電圧が1,700 V以下では回生ブレーキのみの動作となるが、1,700 V以上では発電ブレーキと回生ブレーキの併用、1,775 V以上では発電ブレーキ単独で作用するようになっている。
台車は、223系1000番台をベースにしたヨーダンパ付きボルスタレス台車で、電動台車がWDT58、付随台車がWTR242。軸距が2,100 mm、車輪径は860 mm。基礎ブレーキは、電動台車が踏面片押しユニットブレーキ、付随台車が1軸あたり1枚のディスクブレーキ・踏面片押しユニットブレーキを併用する。
乗り心地に配慮してヨーダンパとアンチローリング装置を、勾配線区での走行に備えてWDT58の1軸および4軸には砂撒き装置を備えている。
走行に必要な機器はモハネにすべて搭載されているため、最短でクハネ＋モハネ＋クハネの3両編成でも営業運転が可能な構造となっている。さらに、サハネ、サロハネの連結位置や両数もとくに制限はなく、柔軟に組み替えられる設計になっている。

## 形式
- クハネ285形0・3000番台 (TNWC, TNWC')

1・7・8・14号車に位置する貫通型制御付随車。「シングル」19室、「シングルツイン」1室、運転台などを備えている。車両番号奇数は東京向き、偶数は高松・出雲市向きで運用されているが、方転も可能である。
- サハネ285形
  - 0・3000番台 (TNW)

6・13号車に位置する中間付随車。「シングル」20室、「シングルツイン」3室などを備えている。
  - 200・3200番台 (TNW2)

2・9号車に位置する中間付随車。「シングル」20室、「シングルツイン」3室などを備えている。
- サロハネ285形0・3000番台 (TNWS)

4・11号車に位置する中間付随車。「サンライズツイン」4室、「シングルデラックス」6室のほか、シャワー室などを備えている。
- モハネ285形
  - 0・3000番台 (MN)

3・10号車に位置する中間電動車。「ソロ」20室のほか、シャワー室・ラウンジ・自動販売機・業務用室・集電装置・補助電源装置・空気圧縮機などを備えている。
  - 200・3200番台 (MN2)

5・12号車に位置する中間電動車。「ノビノビ座席」28席、「シングル」2室のほか、自動販売機・車掌室・集電装置・補助電源装置・空気圧縮機などを備えている。

JR西日本の所有車両は0番台、JR東海の所有車両は3000番台を称している。車両機器・性能は同一であるが、車両番号の書体に違いがあり、JR西日本所有車はゴナまたは新ゴに対し、JR東海所有車は国鉄時代からのスミ丸ゴシックになっている。

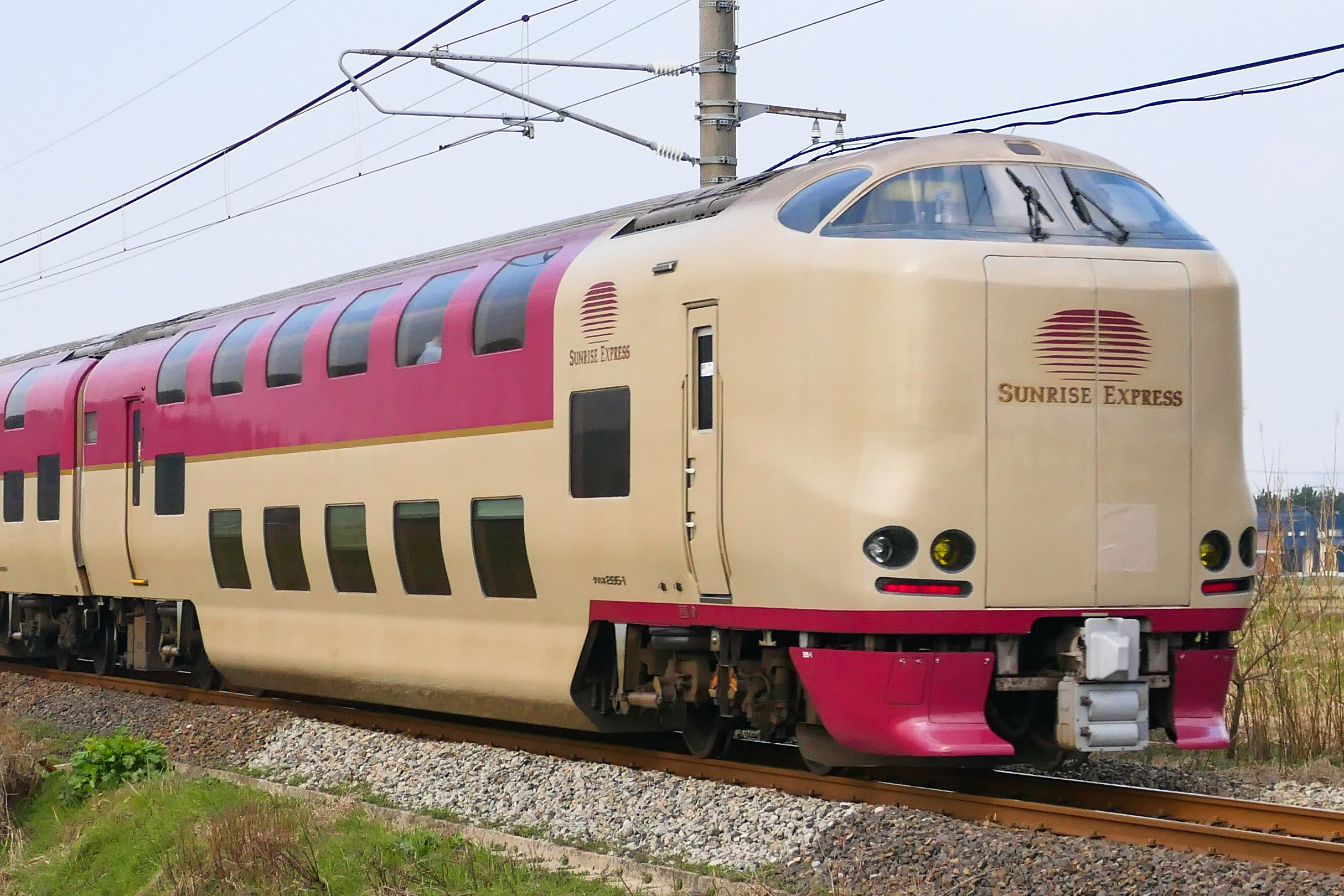
クハネ285形0番台
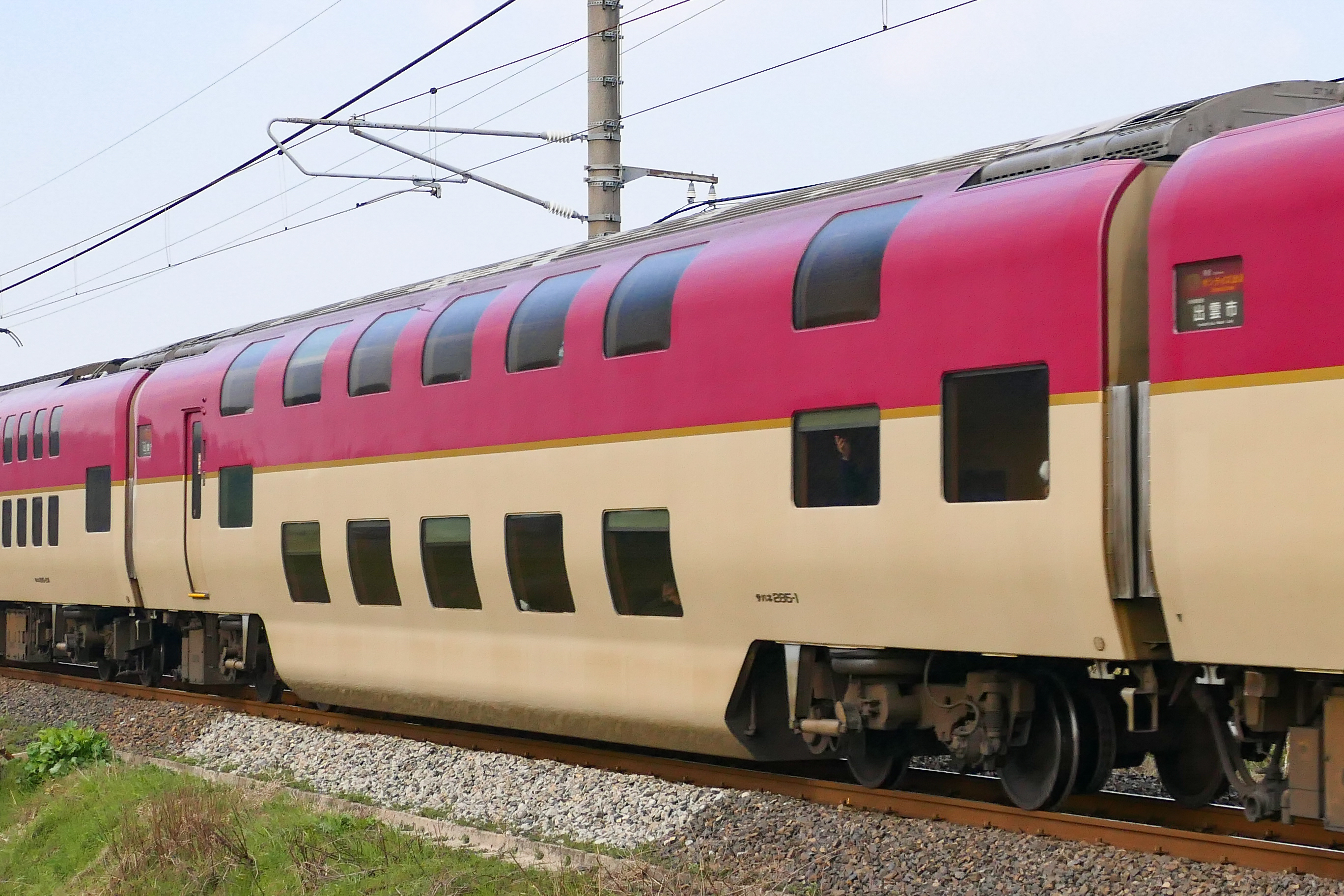
サハネ285形0番台
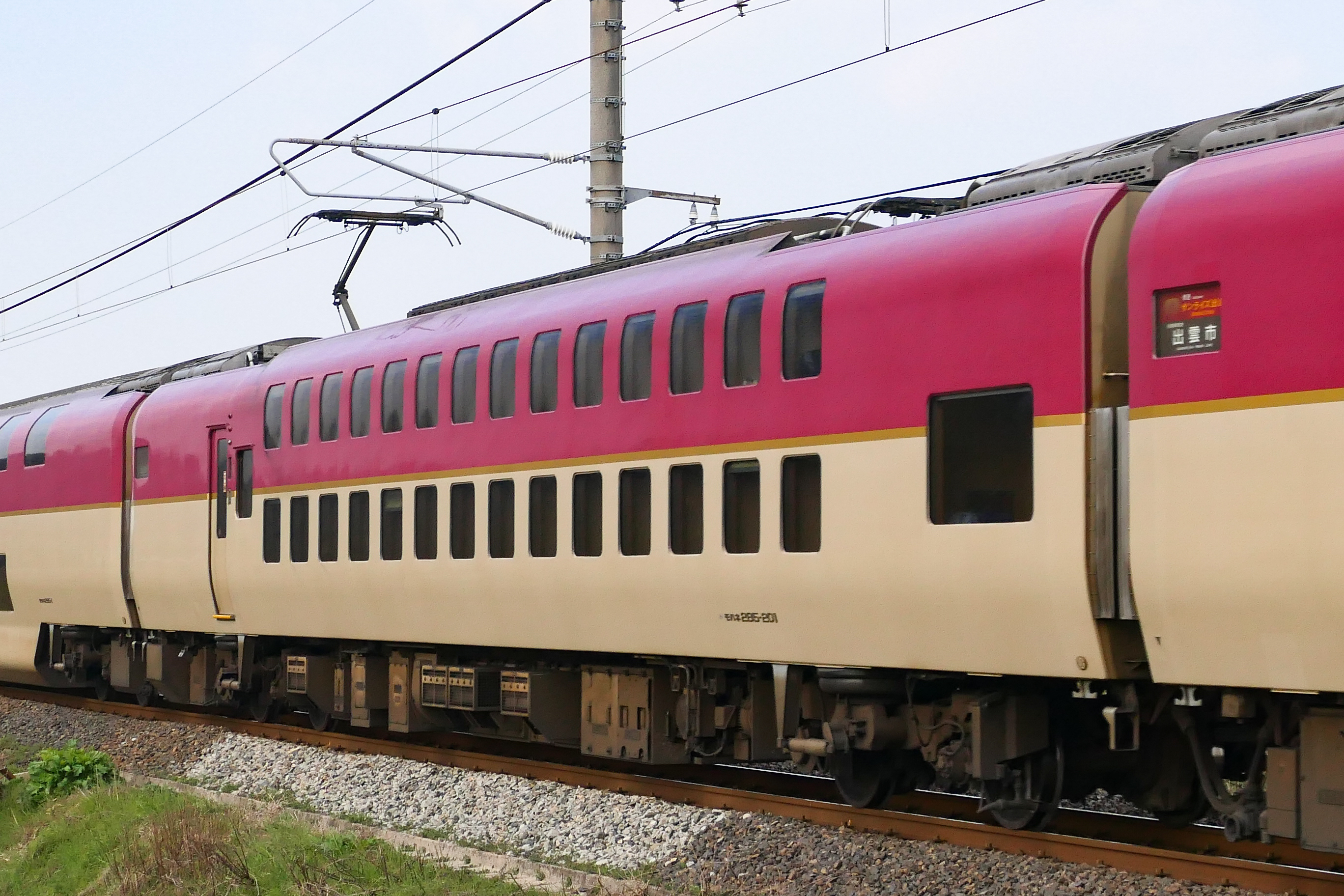
モハネ285形200番台
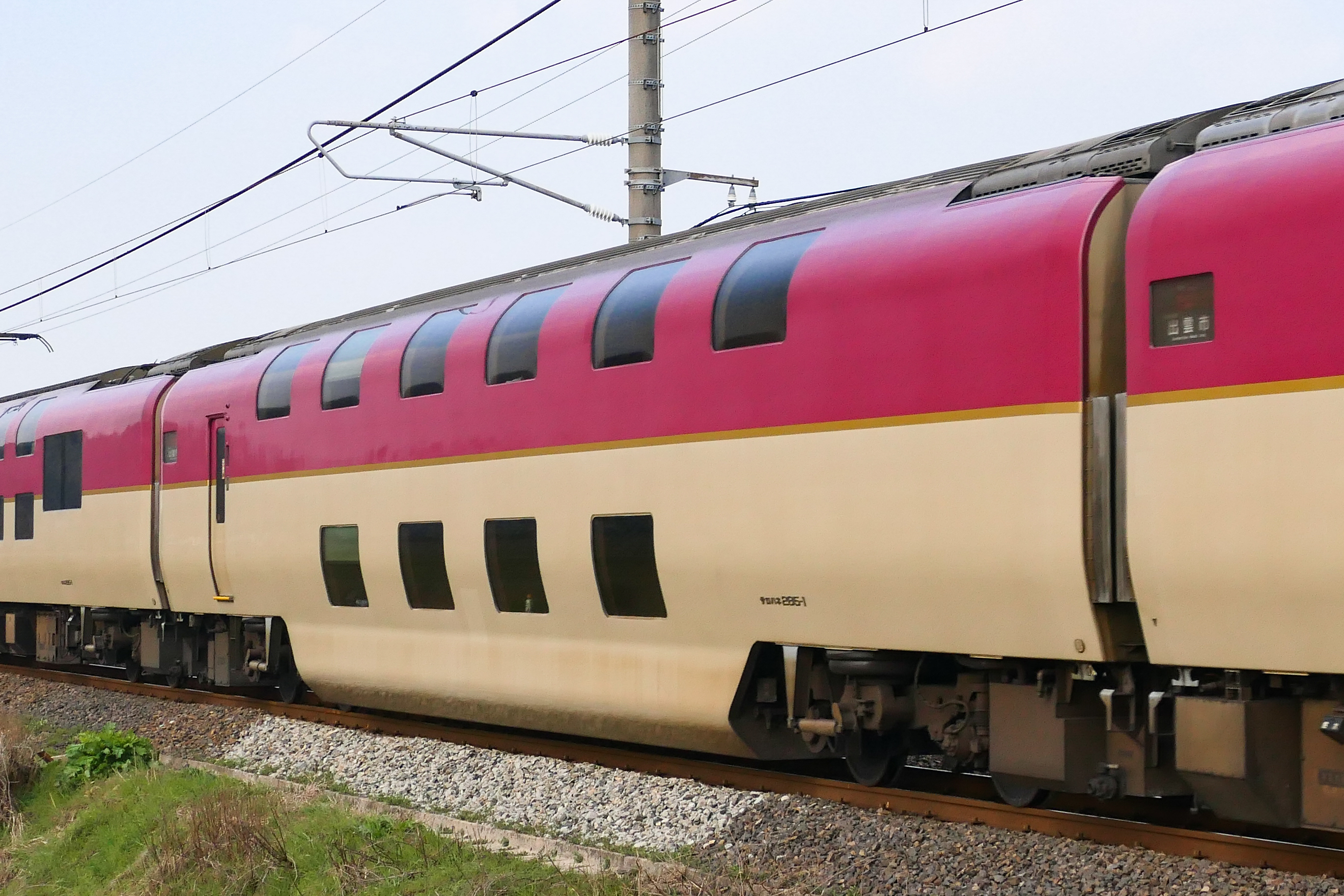
サロハネ285形0番台
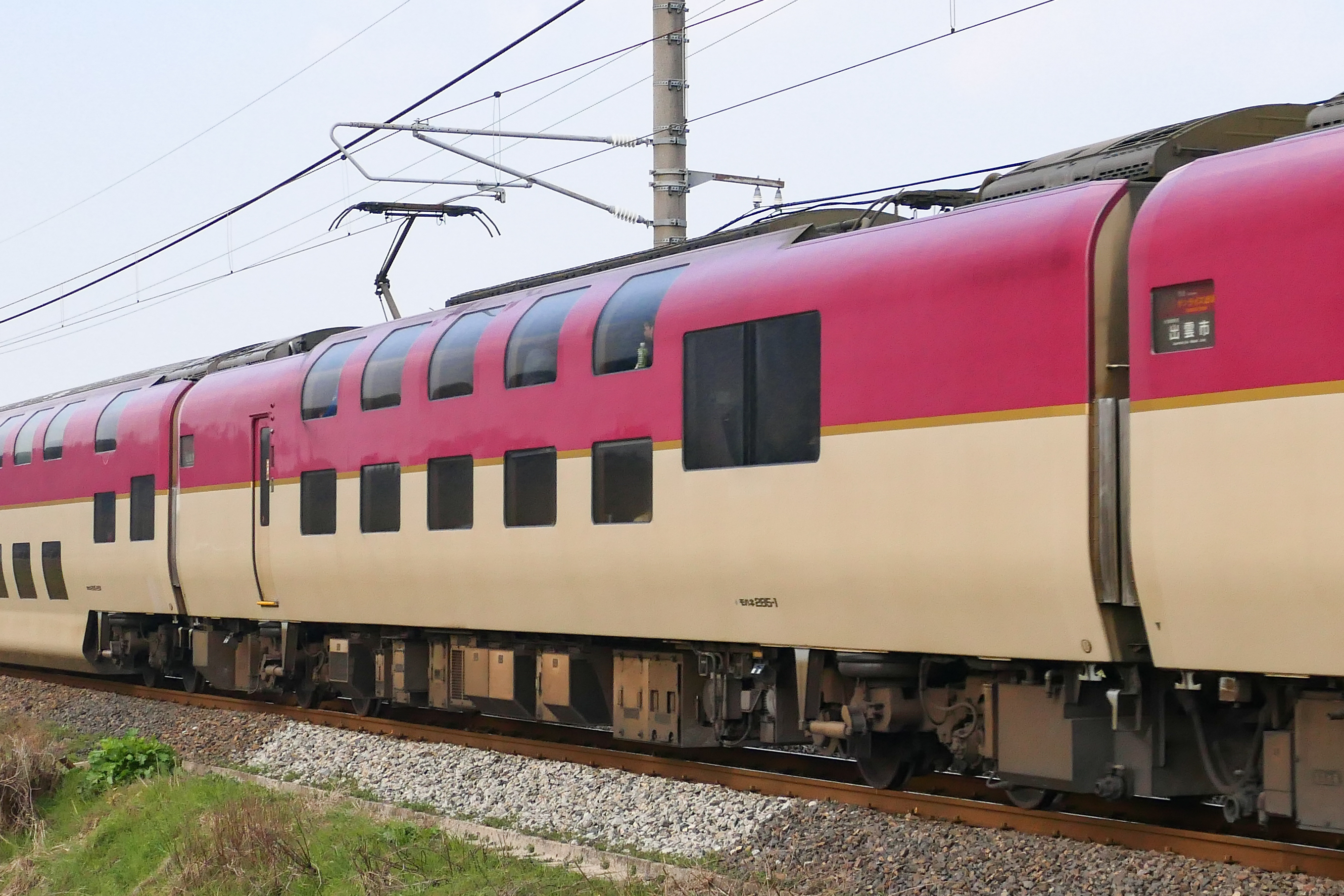
モハネ285形0番台
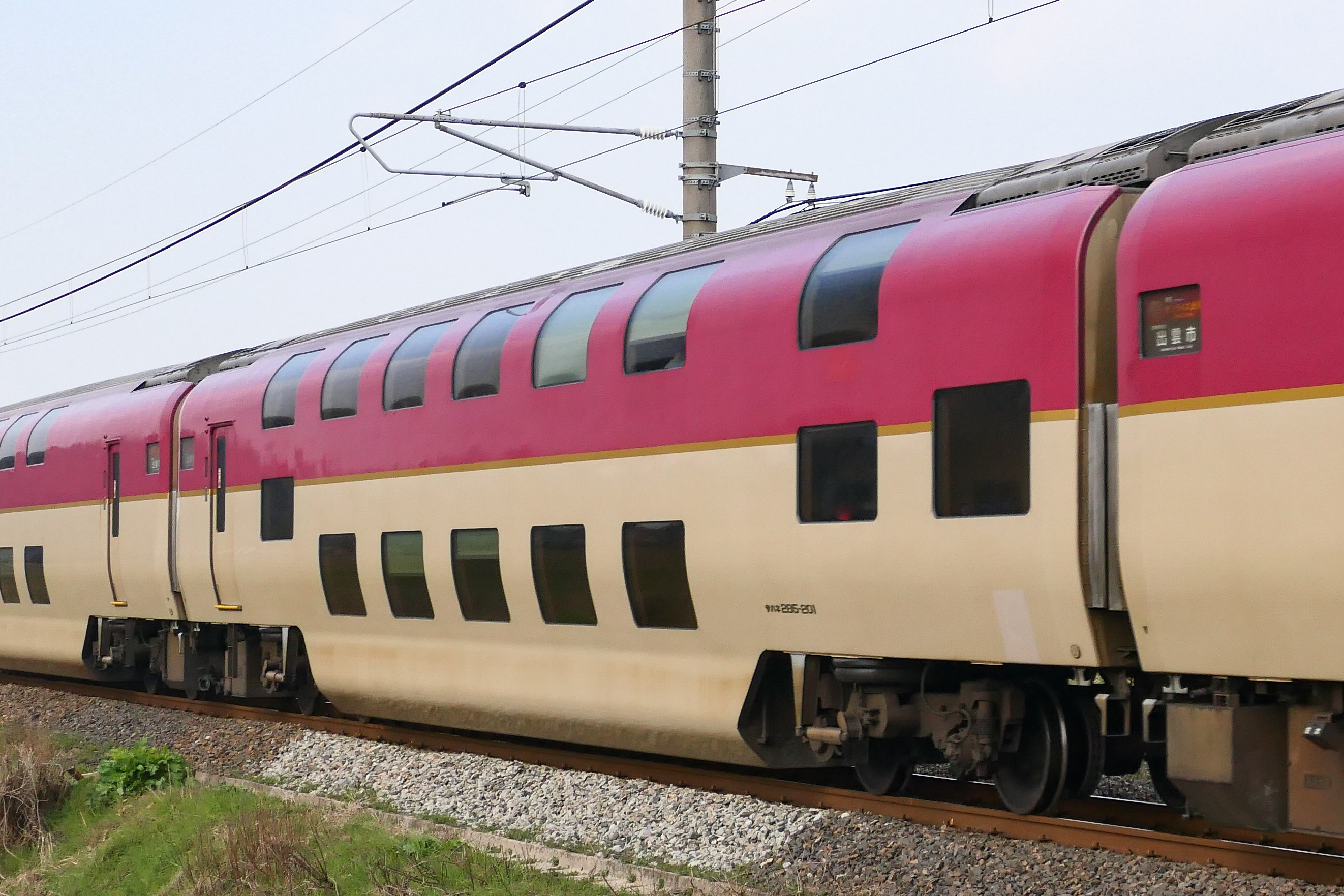
サハネ285形200番台
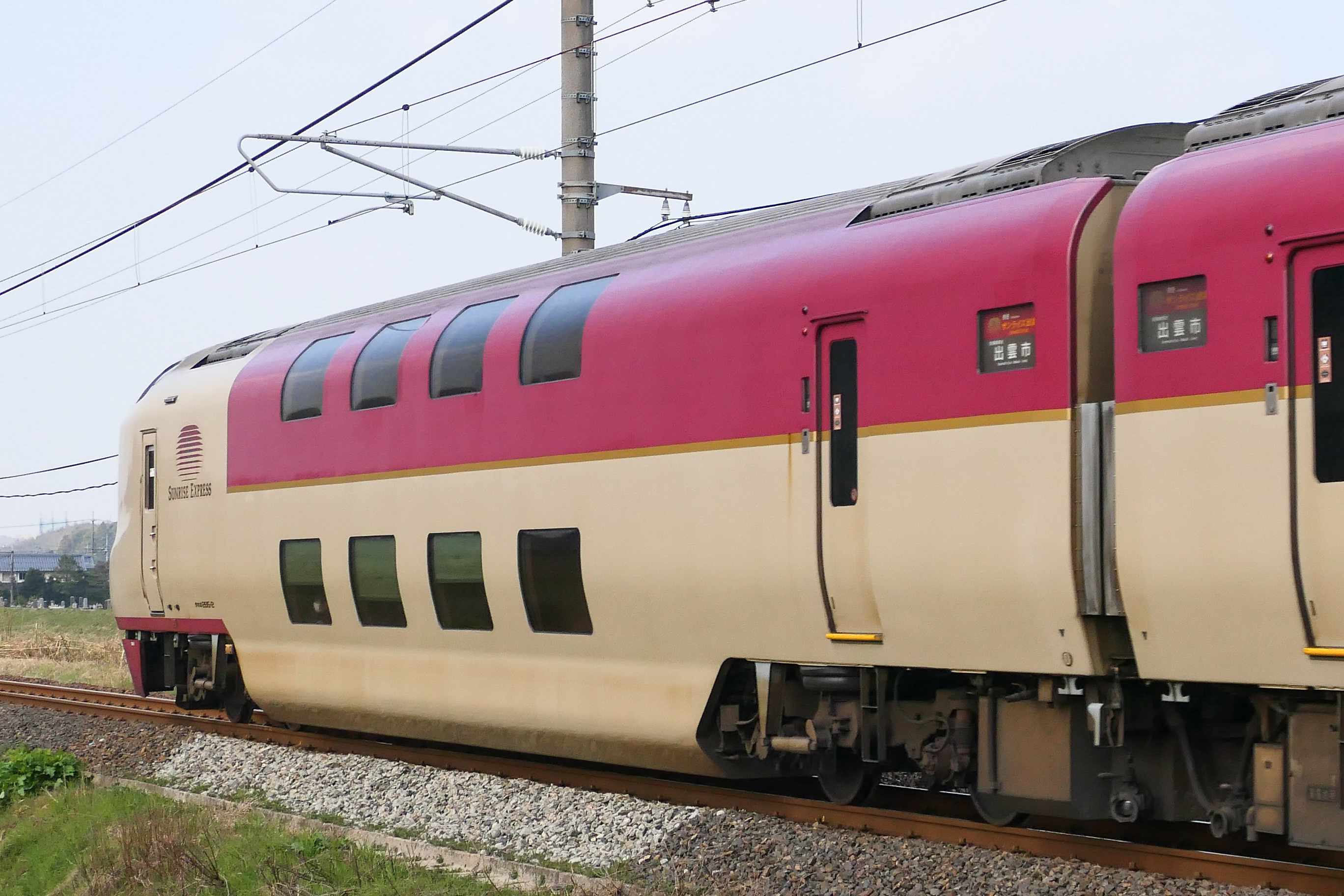
クハネ285形0番台

| ← 東京出雲市・高松 → | ← 東京出雲市・高松 →         | ← 東京出雲市・高松 →       | ← 東京出雲市・高松 →               | ← 東京出雲市・高松 →                | ← 東京出雲市・高松 →            | ← 東京出雲市・高松 →          | ← 東京出雲市・高松 →        |
| 号車                 | 7・14                        | 6・13                      | 5・12                              | 4・11                               | 3・10                           | 2・9                          | 1・8                        |
| -------------------- | ---------------------------- | -------------------------- | ---------------------------------- | ----------------------------------- | ------------------------------- | ----------------------------- | --------------------------- |
| 形式                 | クハネ285 -#0・#3000 (TNWC') | サハネ285 -#0・#3000 (TNW) | ＜ ＞ モハネ285 -#200・#3200 (MN2) | サロハネ285 -#0・#3000 (TNWS)       | ＜ ＞ モハネ285 -#0・#3000 (MN) | サハネ285 -#200・#3200 (TNW2) | クハネ285 -#0・#3000 (TNWC) |
| 設備                 | シングル シングルツイン      | シングル シングルツイン    | ノビノビ座席 シングル              | サンライズツイン シングルデラックス | ソロ                            | シングル シングルツイン       | シングル シングルツイン     |
| 定員                 | 20（21）                     | 23（26）                   | 30                                 | 14                                  | 20                              | 23（26）                      | 20（21）                    |

## リニューアル
2014年（平成26年）より順次リニューアル工事が開始され、2016年（平成28年）8月にJR東海所属編成を含めた全編成への施工を完了した。主な工事内容は下記の通り。
車両外装
- 電動車にパンタグラフを増設
- 乗降扉部のステップを拡大
- LED号車表示の視認性を向上
- BSアンテナ撤去

車内設備
- 床材、カーペット及び室内木板の張替え
- 個室内のオーディオパネルを更新
- シングルデラックス個室内の椅子を更新
- シングルデラックス個室内のテレビを撤去
- 全ての和式便所を洋式化

## 運用

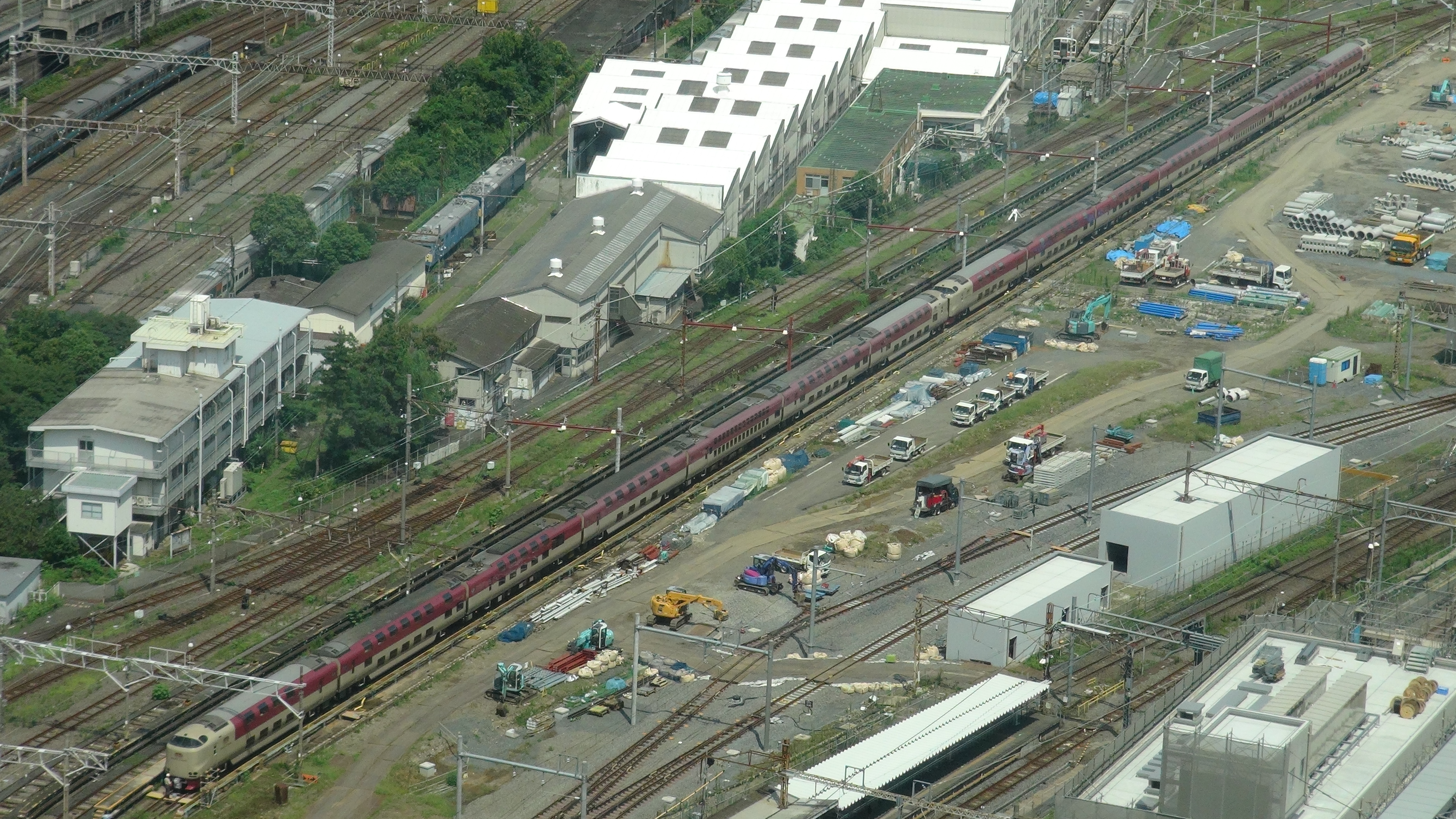
日中、品川駅・旧白金群線に留置されている285系

5編成35両が製造され、2024年（令和6年）4月1日時点では0番台の3編成21両（I1 - I3編成）がJR西日本後藤総合車両所に所属（出雲支所配置、3000番台の2編成14両（I4・I5編成）はJR東海大垣車両区に所属（書類上の担当工場は名古屋工場）している。ただし、3000番台の管理もJR西日本に委託されており、JR西日本後藤総合車両所出雲支所を拠点に0番台・3000番台の区別無く共通運用されている。
1998年（平成10年）7月10日より東京駅 - 高松駅間「サンライズ瀬戸」および東京駅 - 出雲市駅間「サンライズ出雲」として運用を開始。両列車は岡山駅で増解結を行い、東京駅 - 岡山駅間は併結運転となる。併結区間では上下列車とも「サンライズ瀬戸」編成が常に前部に組成され、出雲市駅 → 東京駅 → 高松駅 → 東京駅 → 出雲市駅のサイクルで4編成が運用されている。上り列車は東京駅到着後、JR東日本東京総合車両センター田町センター（品川駅・札の辻群線）へ回送されて点検・整備を行い、当日夜の折返し東京発まで同電留線に留置される。
「サンライズ瀬戸」は多客期に延長運転されることがあり、1999年（平成11年）7月から2009年（平成21年）8月までは高松駅 - 松山駅間で延長運転されていたほか、2014年（平成26年）度以降は下り列車のみ高松駅 → 琴平駅間で延長運転が行われている。
このほか、予備の1編成を使用して、多客期には臨時列車として、1998年（平成10年）秋から2008年（平成20年）冬までは東京駅 - 岡山駅・広島駅・下関駅間で「サンライズゆめ」を運行したほか、2014年（平成26年）の年末以降は東京駅 - 出雲市駅間で「サンライズ出雲」91・92号を運行している。
営業運転開始前の1998年（平成10年）5月13日に、電気機関車牽引を想定した性能試験が行われ、電源車であるカニ24と無動力の285系7両を併結した編成を、下関車両管理室のEF65形が宮原操車場 - 岡山駅間において牽引した。この試験で285系のサービス機器用電源はカニ24からの供給によってまかなわれた。ただし、試験、営業列車共に九州方面への直通列車が設定された実績はない。

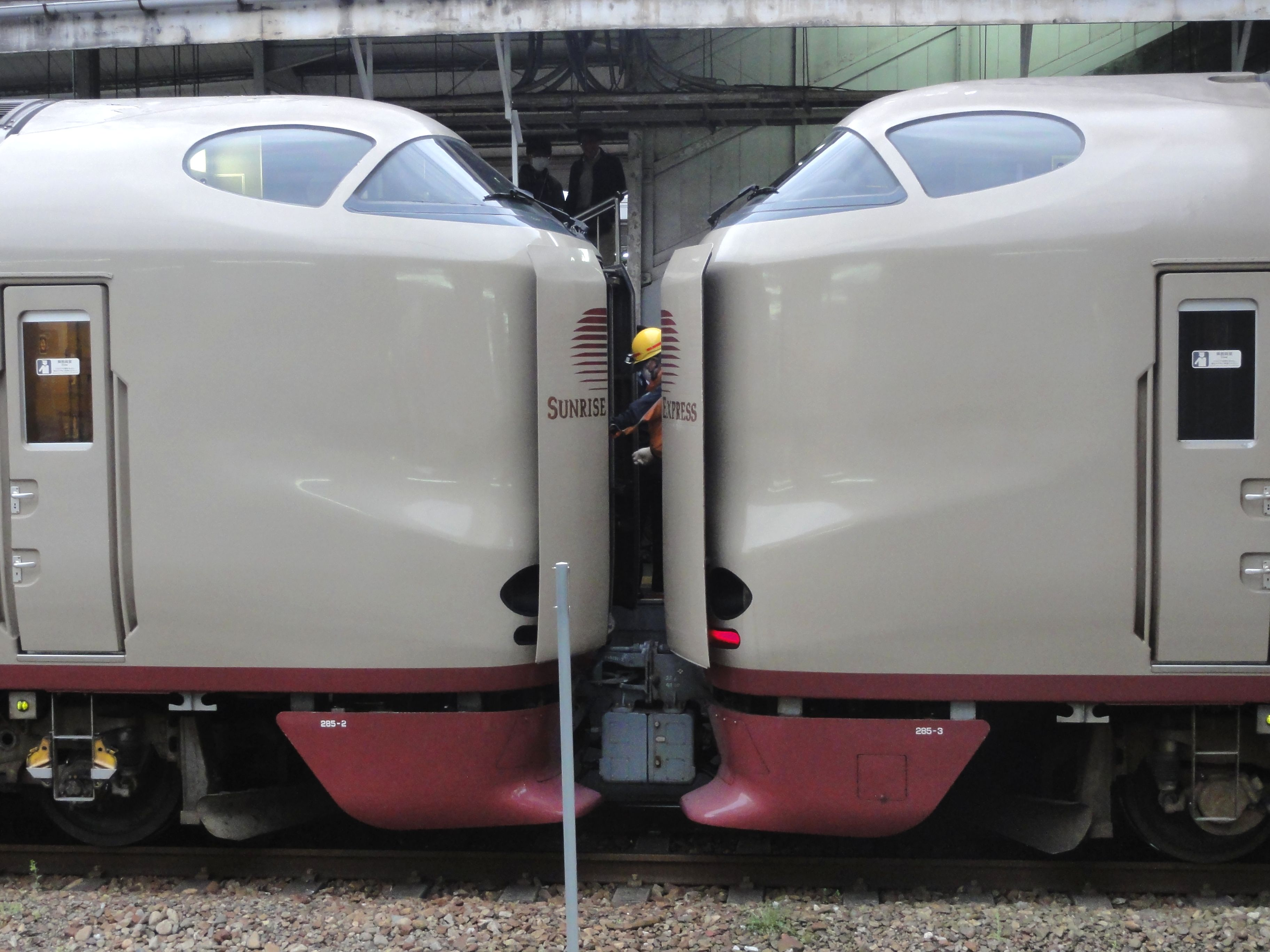
285系同士の連結部 （2013年3月 岡山駅）
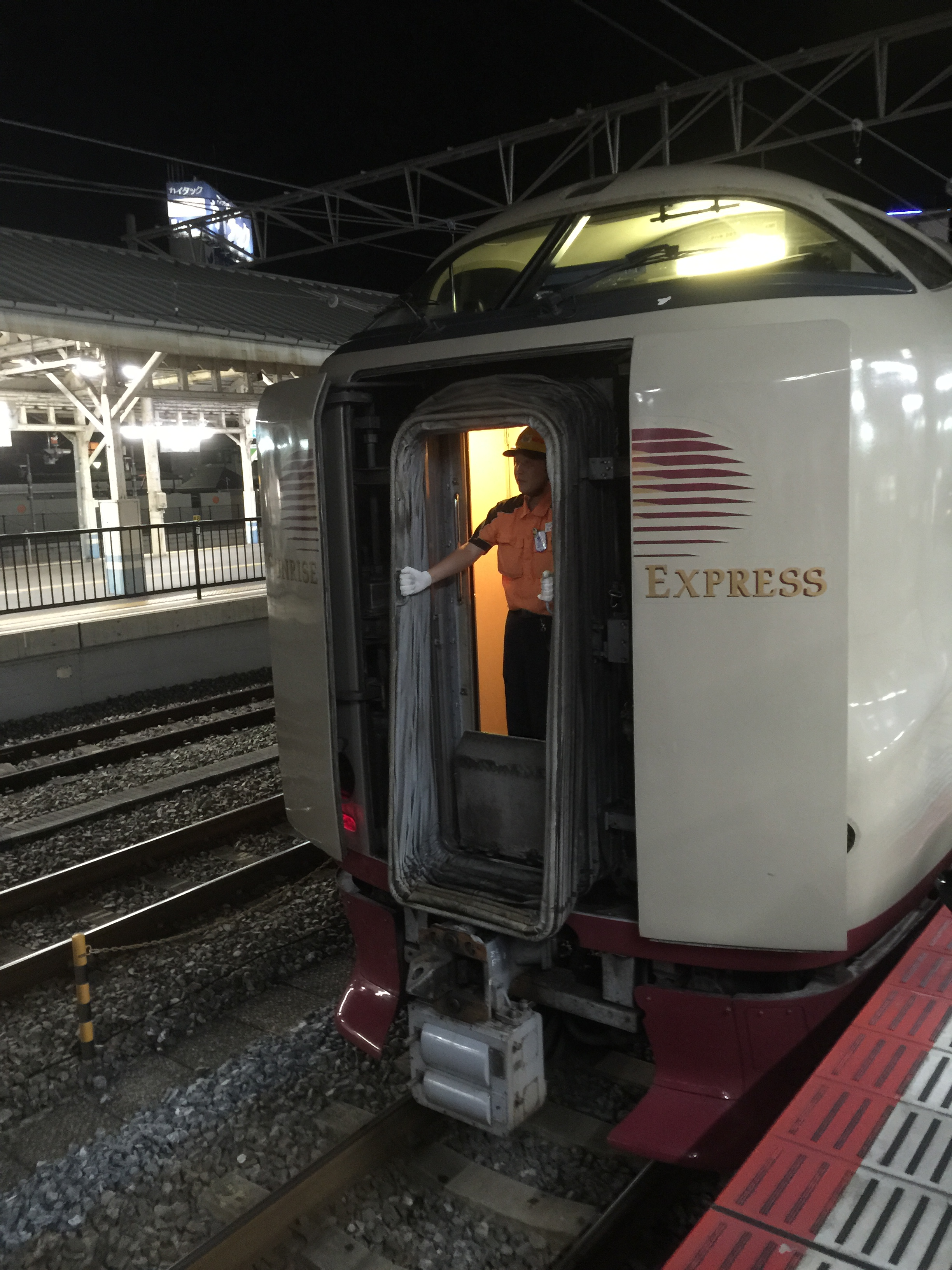
連結作業中の前面 （2015年8月 岡山駅）
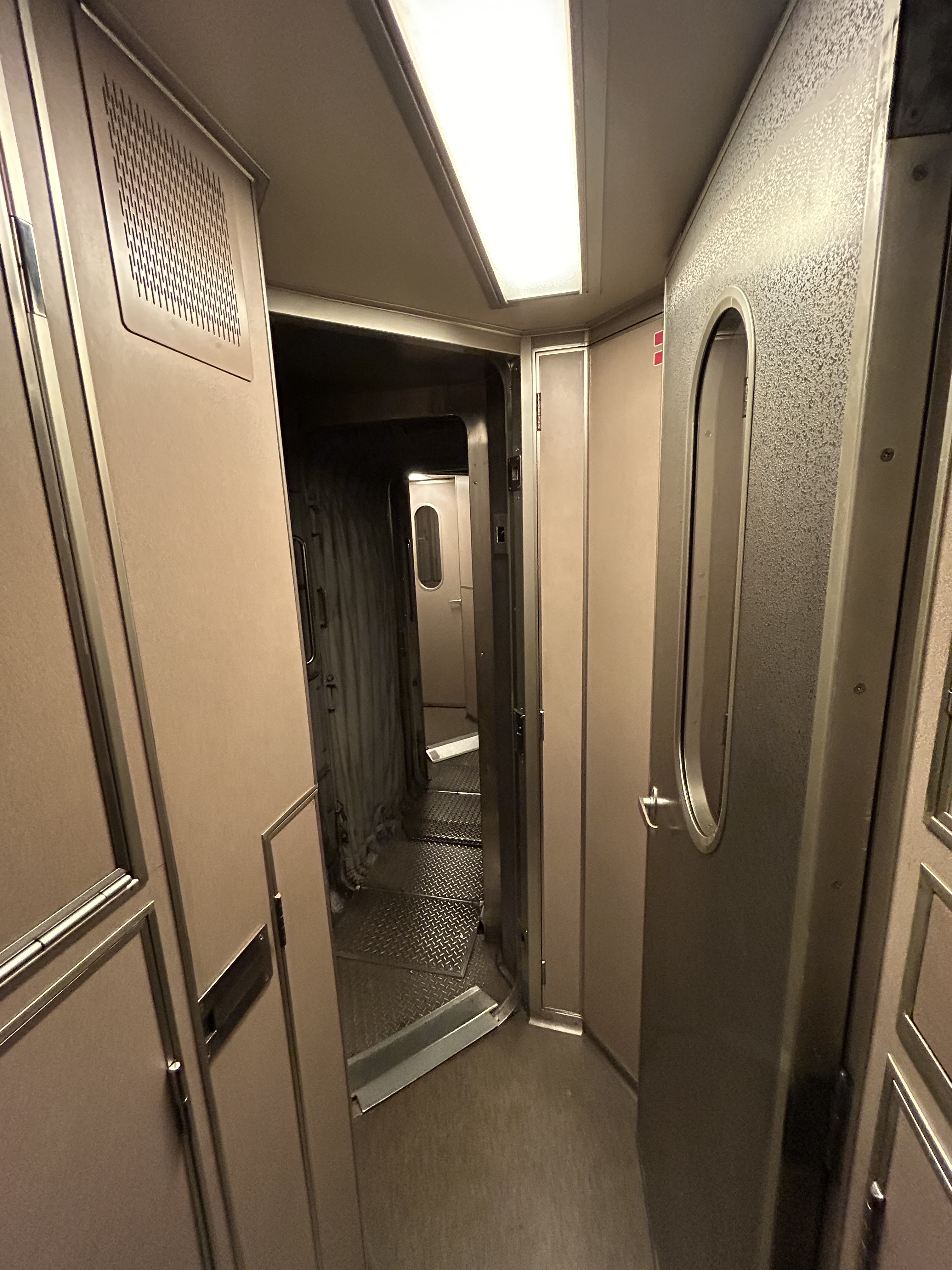
285系同士の連結部の内部通路の様子 （2024年 11月  7、8号車）

## 編成表
2024年（令和6年）4月1日現在
凡例
- 近車：近畿車輌
- 川重：川崎重工業（現：川崎車両）
- 日車：日本車輛製造

| ← 東京出雲市・高松 → | ← 東京出雲市・高松 → | ← 東京出雲市・高松 → | ← 東京出雲市・高松 → | ← 東京出雲市・高松 → | ← 東京出雲市・高松 → | ← 東京出雲市・高松 → | ← 東京出雲市・高松 → | ← 東京出雲市・高松 → | ← 東京出雲市・高松 → | ← 東京出雲市・高松 →           |
| -------------------- | -------------------- | -------------------- | -------------------- | -------------------- | -------------------- | -------------------- | -------------------- | -------------------- | -------------------- | ------------------------------ |
| 編成番号             | クハネ285            | サハネ285            | モハネ285            | サロハネ285          | モハネ285            | サハネ285            | クハネ285            | 落成日               | リニューアル         | 所属                           |
| I01                  | 1                    | 1                    | 201                  | 1                    | 1                    | 201                  | 2                    | 1998/03/19 （近車）  | 2014/11/27           | JR西日本後藤総合車両所出雲支所 |
| I02                  | 3                    | 2                    | 202                  | 2                    | 2                    | 202                  | 4                    | 1998/04/15 （近車）  | 2015/07/11           | JR西日本後藤総合車両所出雲支所 |
| I03                  | 5                    | 3                    | 203                  | 3                    | 3                    | 203                  | 6                    | 1998/05/01 （川重）  | 2013/10/15           | JR西日本後藤総合車両所出雲支所 |
| I04                  | 3001                 | 3001                 | 3201                 | 3001                 | 3001                 | 3201                 | 3002                 | 1998/04/08 （近車）  | 2015/12/22           | JR東海大垣車両区               |
| I05                  | 3003                 | 3002                 | 3202                 | 3002                 | 3002                 | 3202                 | 3004                 | 1998/04/24 （日車）  | 2016/07/19           | JR東海大垣車両区               |